# República Democrática del Congo
La República Democrática del Congo (RDC; en francés: République démocratique du Congo; en kikongo: Repubilika ya Kongo Demokratika; en suajili: Jamhuri ya Kidemokrasia ya Kongo; en lingala: Republiki ya Kɔ́ngɔ Demokratiki; en chiluba: Ditunga día Kongu wa Mungalaata; también conocida popularmente como R. D. Congo, Congo Democrático, Congo-Kinsasa o Congo del Este, y denominado Zaire entre los años 1971 y 1997) es uno de los cincuenta y cuatro países que forman el continente africano. Su capital y ciudad más poblada es Kinsasa. La República Democrática del Congo, es el país oficialmente francófono más poblado del mundo.
Situado en la región ecuatorial de África, este país comprende gran parte de la cuenca del río Congo, extendiéndose hasta la región de los grandes lagos. Es el segundo país más extenso del continente, después de Argelia. Limita con la República Centroafricana y Sudán del Sur al norte, Uganda, Ruanda, Burundi, y Tanzania al este, Zambia y Angola al sur, y la República del Congo al oeste. Tiene acceso al mar a través de una estrecha franja de 37 km de costa, siguiendo el río Congo hasta el golfo de Guinea. El nombre Congo encuentra su origen en los nativos bakongo, asentados en las riberas del río Nzadi o Zaire, rebautizado en portugués como río Congo.
La RDC cuenta con una rica y variada historia que se inicia con los primeros inmigrantes bantúes que llegaron a la zona, la cual se convertiría en el epicentro del gran Reino del Congo a mediados del siglo XV.
El territorio fue reclamado por la Asociación Internacional Africana (propiedad del rey Leopoldo II de Bélgica) como Estado Libre del Congo. El rey aplicó una colonización particularmente brutal, que dejó como trágico saldo entre cinco y diez millones de hombres, mujeres y niños asesinados.
La colonia del Congo Belga alcanzaría la independencia en 1960, para transformarse en el Zaire bajo la égida del dictador Mobutu Sese Seko. Durante el gobierno de Sese Seko el país se vio sometido a un gobierno autoritario, violento y cleptócrata, que arruinó la economía del Congo. La caída de este último provocó el inicio de una grave guerra civil que degeneraría en una conflagración continental, en la cual intervinieron fuerzas armadas de más de siete países, dejando como trágico saldo más de cuatro millones de muertos. El resultado fue la intervención de la ONU con sus fuerzas de paz organizadas en la MONUC.
Entre 2003 y 2007 el país vivió una tensa calma, bajo la dirección de un gobierno de transición. A fines de 2006 hubo comicios en los que se resultó elegido para presidente Joseph Kabila, quien hasta entonces ejercía las funciones interinamente.
Se encuentra dentro de la lista de países megadiversos.

## Etimología
Anteriormente la República Democrática del Congo era una colonia de Bélgica denominada Congo Belga, después de la independencia el nombre usado era el nombre de República del Congo hasta el 1 de agosto de 1964, cuando su nombre se cambió por el de República Democrática del Congo (para corresponder a un cambio de constitución y distinguirla de la vecina República del Congo). Antes de esto, los dos países eran distinguidos por sus capitales, la República Democrática del Congo con Leopoldville (actual Kinsasa), Congo-Léopoldville, y la República del Congo con Brazzaville, Congo-Brazzaville. En 1971, el entonces presidente Mobutu cambió el nombre del país por República del Zaire, nombre derivado de una mala pronunciación en portugués de la palabra en kikongo nzere o nzadi, lo que se traduce como «el río que se traga todos los ríos», en alusión al río Congo, que también cambió su nombre por el de Zaire.
A raíz de la primera guerra del Congo que llevó al derrocamiento de Mobutu en 1997, el país pasó a llamarse nuevamente República Democrática del Congo.

## Historia

### Antiguo Congo

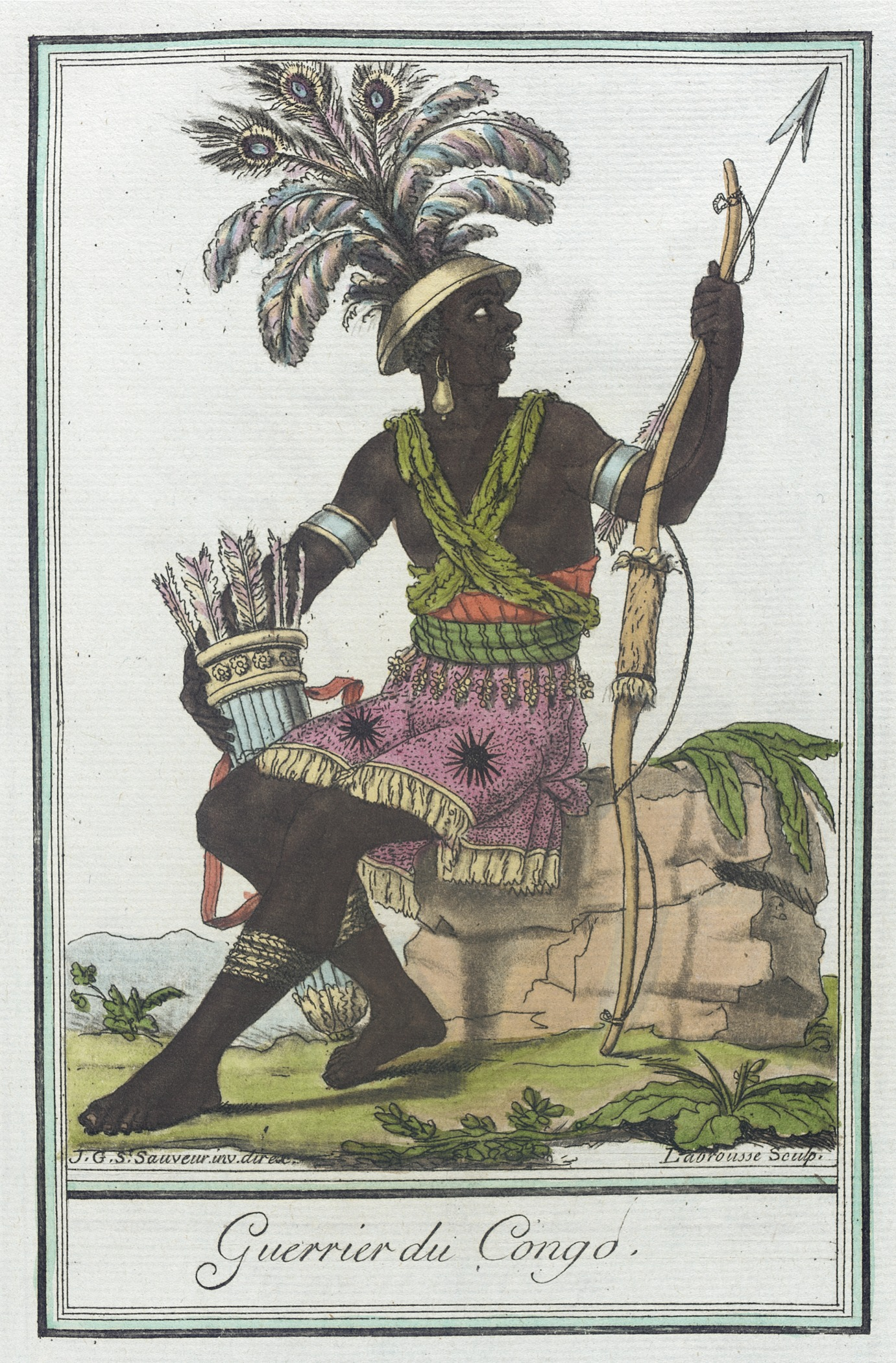
Guerrero del.

Del 2000 a. C. al 500 d. C. migraciones masivas de
bantúes se asentaron en lo que hoy conocemos como República Democrática del Congo (el término «Congo» es usado generalmente para designar una región que agrupa a los países y áreas vecinas al Congo-Brazzaville) desde el noroeste, sumándose y desplazando a las poblaciones de indígenas pigmeos a las regiones más al sur del moderno estado de la República Democrática del Congo. Migraciones subsecuentes de las regiones de Darfur y Kordofán de Sudán al noreste, de África del Este migraron al oriente del Congo se agregaron a la mezcla de grupos étnicos. Los bantúes importaron la agricultura y técnicas para trabajar el hierro del África Occidental a esta área, estableciendo la familia lingüística bantú como uno de los lenguajes principales en el Congo.[cita requerida]

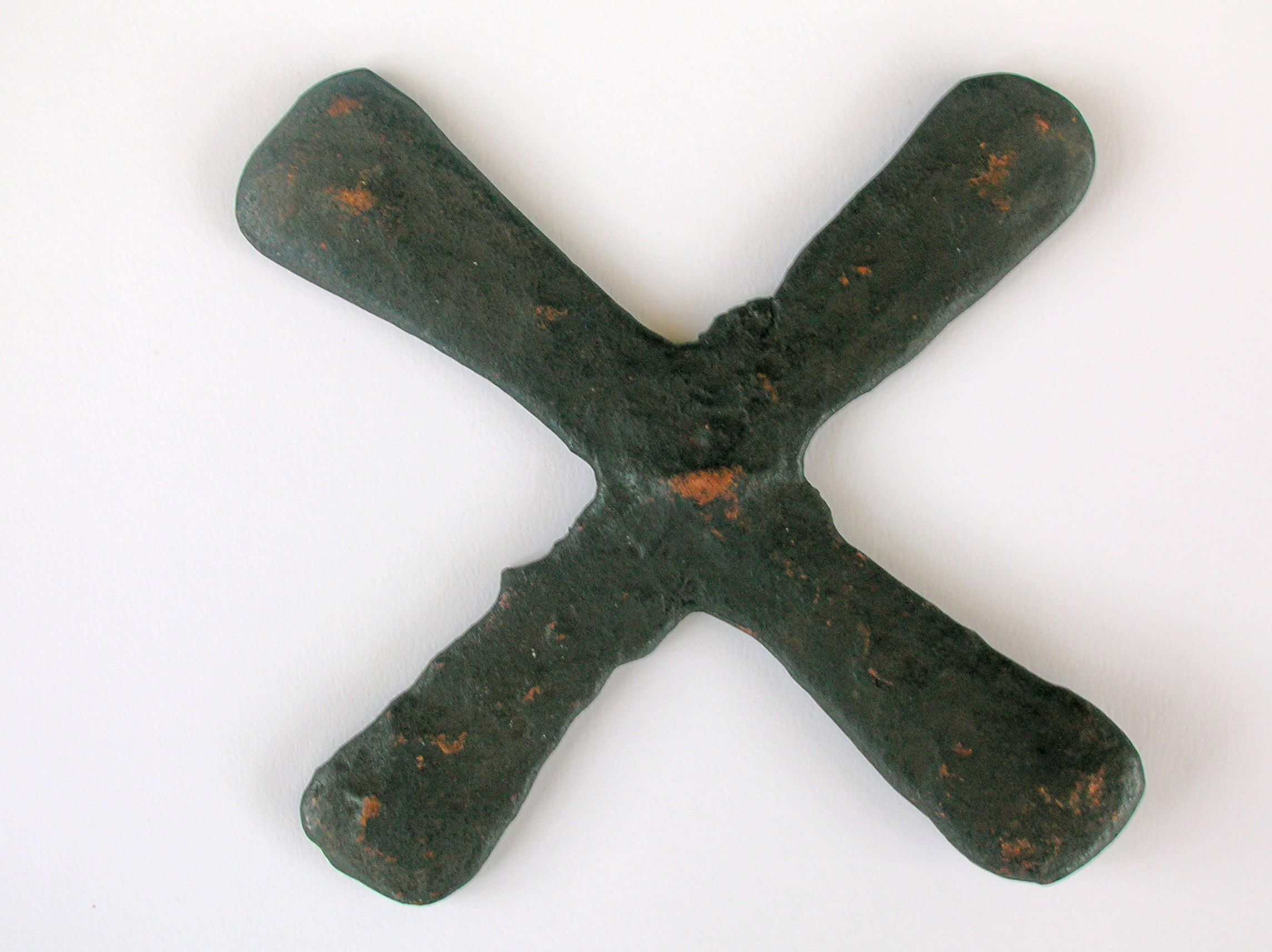
Cruz de Katanga, antigua moneda de la zona fabricada en cobre.

Alrededor del siglo III, comenzó a desarrollarse una sociedad en una región inicialmente comprendida en un área de 200 kilómetros a lo largo de la ribera del río Lualaba en la hoy provincia de Katanga. Esta cultura, conocida como los Upemba, finalmente se convirtieron en el más importante reino Luba, y en el Reino del Congo.
El proceso por el cual las sociedades Upemba se transformaron en el Reino Luba fue gradual y complejo. Esta transición se desarrolló sin interrupción, con muchas distintas sociedades desarrollándose fuera de la cultura Upemba, posterior al comienzo de los Luba. Cada uno de estos reinos se enriqueció gracias a la explotación de los minerales de la región. La civilización comenzó a desarrollar e implementar las tecnologías del hierro y cobre, junto con el comercio de marfil y otros bienes. Los Luba establecieron una fuerte demanda comercial por sus tecnologías del metal y fueron capaces de crear extensa red de comercio (las red se extendía unos 1500 kilómetros, llegando al océano Índico). Alrededor del 1500 el reino había establecido un fuerte gobierno central basado en el caciquismo. La influencia portuguesa que irradiaba desde la colonia de Angola fue muy importante, abrazando sus reyes el catolicismo y aceptando muchos elementos culturales. A partir del siglo XVII, tras varias guerras civiles y enfrentamientos con neerlandeses y portugueses, entró en decadencia, aunque subsistió dos siglos más.

### El Estado Libre del Congo
El Estado Libre del Congo o Estado Independiente del Congo fue un dominio colonial africano, propiedad privada del rey Leopoldo II de Bélgica, establecido en la Conferencia de Berlín, en 1885, cuyas fronteras coincidían con la actual República Democrática del Congo. El Congo fue administrado privadamente por el rey Leopoldo hasta su fallecimiento en 1908, año en que el territorio fue cedido a Bélgica.
Durante este período, El Congo fue objeto de una explotación sistemática e indiscriminada de sus recursos naturales, especialmente el marfil y el caucho, para lo que se utilizó mano de obra indígena en condiciones de esclavitud. Para mantener su control sobre la población nativa, la administración colonial instauró un régimen de terror, en el que fueron frecuentes los asesinatos en masa y las mutilaciones, que produjo un elevadísimo número de víctimas. Aunque es imposible realizar cálculos exactos, la mayoría de los autores mencionan cifras de entre cinco y diez millones de muertos.
A partir de 1900, la prensa europea y estadounidense comenzó a informar acerca de las dramáticas condiciones en que vivía la población nativa del territorio. Las maniobras diplomáticas y la presión de la opinión pública consiguieron que el rey belga renunciase a su dominio personal sobre el Congo, que pasó a convertirse en una colonia de Bélgica, bajo el nombre de Congo Belga.

### Época colonial belga (1908-1960)
Leopoldo II renunció a estas propiedades personales (el estado libre del Congo), principalmente por la presión internacional que recibió a causa de la brutalidad con la que reinaba dicho territorio, esclavitud, torturas y crímenes contra la humanidad, se presentaron denuncias por violaciones a los derechos humanos en los territorios bajo su dominio.
La anexión del territorio a Bélgica fue formalizada por medio de un tratado firmado el 15 de noviembre de 1908, que fue aprobado por el Parlamento belga en agosto y por el rey en octubre de 1909. La colonia fue administrada por un gobernador general con base en Boma, ayudado por varios vicegobernadores generales.
En Bruselas había un ministro colonial que presidía el Consejo Colonial compuesto por catorce miembros, de los cuales ocho eran designados por el rey, tres eran escogidos por el Senado y otros tres por la Cámara de Diputados (cámara baja). La colonia fue dividida en quince distritos administrativos. El presupuesto colonial era analizado y aprobado anualmente por el Parlamento belga.
Cuando el gobierno belga tomó la administración de manos del rey Leopoldo II, la situación en el Congo mejoró de manera significativa, aunque siguió manteniéndose, de forma legal, un tipo de «apartheid» que limitaba y restringía los derechos y libertades de los congoleños, esclavitud y malos tratos contra la población. Los cambios económicos y sociales transformaron el Congo en lo que en Europa llamaron una «colonia modelo».[cita requerida] Se construyeron escuelas primarias y secundarias, como también hospitales, y algunos congoleños tuvieron acceso a ellos.
En algunas escuelas se enseñaron los idiomas locales, una rareza en la educación colonial de aquella época. Los médicos lograron grandes victorias contra la enfermedad del sueño, hasta el punto de llegar a erradicar la enfermedad. Había un puesto médico en cada aldea, y en ciudades más grandes las personas tuvieron acceso a hospitales bien equipados. La administración continuó con las reformas económicas mediante la construcción de vías férreas, puertos, caminos, minas, plantaciones y áreas industriales, entre otras.
La administración belga ha sido caracterizada como un colonialismo de corte paternalista, una modalidad de autoritarismo con elementos sentimentales y concesiones gratuitas, como la enseñanza en idiomas locales, pues el sistema en general fue dominado por la Iglesia católica y, en algunos casos raros, por iglesias protestantes, pero en cualquiera de ellos los planes de estudio reflejaban la religión cristiana y los valores belgas. Por ejemplo, en 1948, el 99,6 % de los establecimientos educativos estaban controlados por misiones cristianas. La enseñanza brindada a los nativos era principalmente religiosa. Los niños aprendían a leer y escribir y ciertas nociones de matemáticas, pero eso era todo. El paternalismo belga se encuentra muy bien representado en el cómic de Tintín en el Congo.

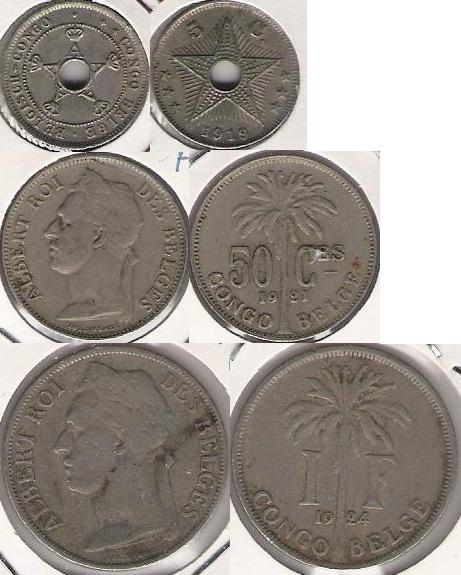
Monedas de 5 céntimos, 50 céntimos y 1 franco con el retrato del rey Alberto I de Bélgica. Estas monedas fueron acuñadas en 1919, 1921 y 1924, respectivamente

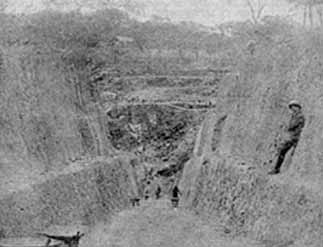
Explotación de uranio en la mina Shinkolobwe.

La administración política quedó bajo el control total de la «madre patria». No había instituciones democráticas locales. El puesto de jefe de Estado era ejercido por el rey de Bélgica, que ya por esa época no tenía ninguna influencia política en el país. El gobierno belga controló el país, pero las acciones del gobierno cotidiano eran llevadas a cabo por el gobernador general, que era designado como un administrador colonial por el gobierno belga.
Pero el paternalismo de la «colonia modelo» habría de reventar. En 1952, el gobernador general Léon Antoine Marie Petillon escribió al secretario colonial exponiendo que, si no se tomaban medidas para mejorar la situación en el Congo, Bélgica perdería su colonia más rica. Proponía otorgarle a la población nativa mayores derechos civiles, incluido el derecho al voto.
El gobierno belga se opuso a esta propuesta, alegando que «solo desestabilizaría la región». En Bélgica, algunos diputados querían incorporar el Congo al Reino de Bélgica. De esta manera los nativos congoleños se convertirían en ciudadanos belgas y, por lo tanto, tendrían plenos derechos civiles en Bélgica.
Sin embargo, Bélgica no estaba interesada en su colonia, y el gobierno nunca tuvo una visión estratégica a largo plazo sobre el Congo. No obstante, se introdujeron algunos cambios políticos internos, pero estos resultaban complicados por rivalidades étnicas entre la población nativa.
El Congo Belga fue uno de los mayores exportadores de uranio a Estados Unidos durante la Segunda Guerra Mundial y la Guerra Fría, la mayor cantidad extraída especialmente de la mina de Shinkolobwe.
Es de destacar que en la década de 1950 aún subsistían los trabajos forzados, esclavitud y abusos contra la población en el Congo, y la esperanza de vida no alcanzaba los 40 años de edad.
Aun así, los nativos congoleños no tenían ningún poder, todo se decidía en Leopoldville y Bruselas. La secretaría del Congo Belga y el gobernador General, el líder de la colonia, tenían control absoluto, mientras que la población no tenía ninguno. El malestar ante esta falta de democracia creció entre la población congoleña. En 1955, la clase alta de la sociedad congoleña, los llamados «évolués» (evolucionados) iniciaron una campaña para acabar con la injusticia.
Durante la Segunda Guerra Mundial, el pequeño ejército congoleño obtuvo numerosas victorias contra los italianos en el norte de África. El Congo Belga, que era rico en depósitos de uranio, suministró el material que usaron los Estados Unidos para construir la bomba atómica lanzada sobre la localidad japonesa de Hiroshima, que finalizó la Segunda Guerra Mundial.

### Crisis política e independencia
Como parte de la política internacional de las Naciones Unidas, se promovió el fin de la colonización de las naciones que llegaron a conformar el llamado Tercer Mundo. En el caso de las posesiones belgas, en 1959 se realizaron las primeras elecciones libres que fueron ganadas por el Mouvement National Congolais (MNC - Movimiento Nacional Congoleño), dirigido por Patrice Lumumba.

### El gobierno de Patrice Lumumba

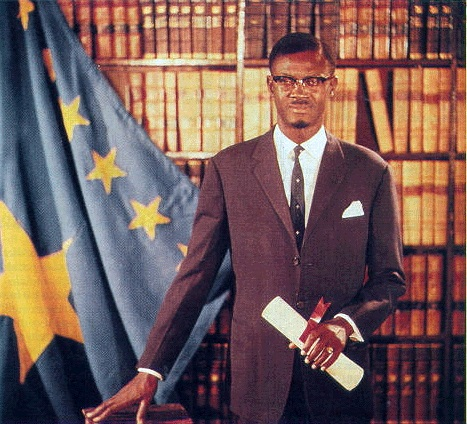
Patrice Lumumba, primer ministro congoleño luchó por la independencia pero fue ejecutado tras un golpe de Estado orquestado por Bélgica y Estados Unidos y declarado póstumamente héroe nacional

En 1960, Patrice Lumumba, junto al Movimiento Nacional Congoleño, fue designado primer ministro al ganar las primeras elecciones libres legislativas. Joseph Kasavubu, del partido ABAKO (Alianza de los Bakongo), fue nombrado presidente por el parlamento. Otros partidos surgieron, incluyendo el PSA o Partido Solidario Africano (Antoine Gizenga) y el Partido Nacional del Pueblo (Albert Delvaux, Laurent Mbariko). Apenas tres días después de la independencia el país se hundía en el caos, con revueltas de las tropas amotinadas y las provincias de Katanga con Moise Tshombe y Kasai del Sur se separaron de la alianza política.
El gobierno belga deseaba seguir controlando la riqueza minera del país y, asustado por el caos en el que se había hundido, apoyó la escisión de Katanga y Kasai del Sur, donde había una nutrida colonia de ciudadanos belgas, apoyando gobiernos títeres en dichos territorios. El Gobierno de Patrice Lumumba solicitó la ayuda norteamericana, no siendo siquiera recibido por el presidente de EE. UU., lo que motivó el acercamiento a la esfera soviética, que proporcionó transporte y asesores militares con el objeto de intervenir en las provincias separatistas. Lumumba negó repetidamente tener ideología comunista alguna.
Eventos posteriores llevaron a una crisis entre el presidente y el primer ministro, culminando el 5 de septiembre de 1960, cuando el primer ministro Lumumba fue desposeído por el presidente Kasavubu. Las Naciones Unidas enviaron tropas que recluyeron a Lumumba, siendo este finalmente apresado por los rebeldes, conducido a Katanga y fusilado el 17 de enero de 1961 con la intervención directa de agentes del gobierno belga y de la CIA. Sus restos mortales fueron quemados. Las tropas internacionales, con apoyo estadounidense, combatieron a los secesionistas y restauraron precariamente la unidad del país.
Aun así se mantuvo una confusión generalizada. Varios gobiernos fueron liderados por técnicos del Colegio de Comisarios; Joseph Iléo, Cyrille Adoula, Moise Tshombe y Evariste Kimba sucediéndose en poco tiempo.
La crisis más grave se produjo en la primavera de 1964 cuando los antiguos partidarios de Patrice Lumumba, con fuerte presencia tribal, realizaron una gran revuelta. Rápidamente se apoderaron del norte del país, barriendo a las desmoralizadas tropas gubernamentales. Tras ser nombrado el prooccidental Moise Tshombe primer ministro, Estados Unidos y Bélgica apoyaron al gobierno central, enviando numeroso armamento. Así mismo, se contrató a un millar de mercenarios y en otoño se recuperó la mayor parte del territorio. Arrinconados en Stanleyville, los rebeldes intentaron jugar su última carta, unos dos mil rehenes occidentales.
Ante esta situación el 24 de noviembre de 1964, paracaidistas belgas, que habían contado para el transporte con apoyo logístico estadounidense, tomaron por sorpresa primero el aeropuerto y luego el resto de la ciudad, liberando a la mayoría de los ciudadanos blancos, salvo una treintena que murieron inicialmente. En las siguientes semanas el número superó el centenar, incluyendo numerosas monjas y misioneros, tanto católicos como protestantes entre otros actos cristianofóbicos. Así mismo, fueron masacrados por los guerrilleros decenas de miles de congoleños. La prensa de la época recoge referencias a torturas, descuartizamientos e incluso canibalismo.
Esta intervención provocó numerosas protestas en los países africanos, lo que motivó que, una vez logrado el objetivo de salvar a la mayor parte de los occidentales rehenes, se retiraran en los primeros días de diciembre las tropas belgas. A partir de ese momento, el protagonismo recayó en las tropas autóctonas, que, bajo la dirección de mercenarios blancos, poco a poco fueron arrinconando a los rebeldes.

### La dictadura deMobutu
Tras cinco años de extrema inestabilidad y descontento civil, el militar Joseph-Désiré Mobutu, ahora teniente general, apoyado por la CIA, derrocó mediante un golpe de Estado a Kasavubu en 1965, se estableció un sistema político de un solo partido y Mobutu se autoproclamó jefe de Estado. Ocasionalmente llamaba a elecciones donde él era el único candidato. 

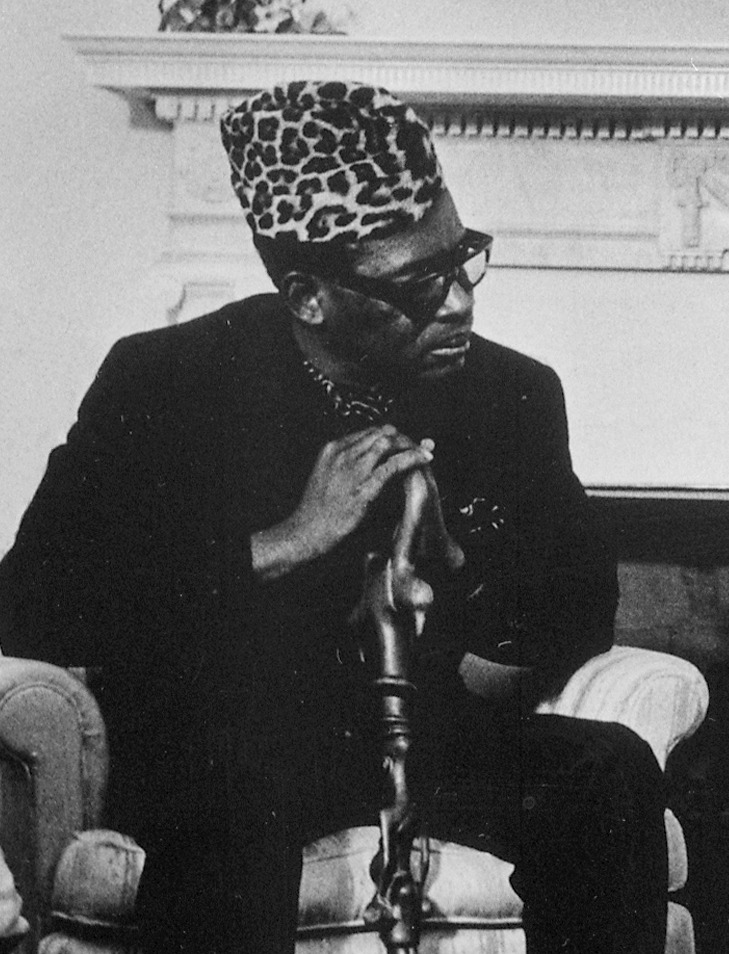
Mobutu en 1973.

El país gozó de una relativa estabilidad, pero el gobierno del dictador Mobutu fue acusado de violaciones a los derechos humanos, represiones, culto a la personalidad (cada billete congoleño portaba su imagen, su retrato estaba puesto en todos los edificios públicos, en muchos negocios y en cartelones, y era común que la gente ordinaria vistiera a su semejanza) y corrupción extrema; en 1984 se dijo que Mobutu poseía cuatro mil millones de dólares estadounidenses, un importe similar a la deuda nacional, en sus cuentas bancarias en Suiza. Para avivar el sentimiento africanista, comenzó el 1 de junio de 1966 a renombrar las ciudades de la nación: Léopoldville se convirtió en Kinsasa (el país era conocido como la República Democrática del Congo-Kinsasa), Stanleyville fue renombrada a Kisangani y Elisabethville a Lumbumbashi. La campaña de renombramiento de ciudades se completó en los años 70. En 1971 renombró al país como República de Zaire (el cuarto cambio de nombre en once años y el sexto en total), el río Congo se convirtió en el río Zaire y al año siguiente Mobutu se cambió el nombre a Mobutu Sese Seko.
Al paso de la caída de la Unión Soviética, las relaciones con Estados Unidos se enfriaron, Mobutu ya no era un aliado necesario en la Guerra Fría, y sus oponentes dentro de Zaire dieron un paso al demandar reformas al sistema político. Esta atmósfera contribuyó a que Mobutu declarara la «Tercera República» en 1990, cuya constitución supondría un paso hacia la democratización. Las reformas resultaron ser meramente superficiales y Mobutu continuó gobernando.

### Conflicto y transición
Véase: Primera Guerra del Congo, Segunda Guerra del Congo, conflicto de Ituri y gobierno de transición de la RDC.

Países beligerantes en la guerra.

A mediados de la década de 1990 la situación empeoró radicalmente. Dentro del marco de la gran crisis de refugiados de los Grandes Lagos, el genocidio ruandés provocó una avalancha de refugiados que huían de la guerra reinante en Ruanda y Burundi. La incapacidad de Mobutu de manejar esta crisis, acompañado de la pérdida de apoyo por parte de occidente permitió a sus opositores iniciar una gran campaña en su contra que terminó con su huida y la proclamación por parte del líder rebelde Laurent-Désiré Kabila de la República Democrática del Congo, en mayo de 1997. Pero los aliados de Kabila pronto se volcaron en su contra y su régimen fue desafiado por una rebelión apoyada por Ruanda y Uganda en agosto de 1998. Tropas de Zimbabue, Angola, Namibia, Chad y Sudán intervinieron para apoyar al nuevo régimen en Kinsasa, iniciándose una devastadora guerra conocida como la «Segunda Guerra del Congo» o Guerra Mundial Africana, el conflicto que más vidas ha costado en el mundo desde el fin de la Segunda Guerra Mundial.
Un cese al fuego fue declarado el 10 de julio de 1999; aun así, la lucha continúa tomando fuerza especialmente en la zona este del país, financiada por los ingresos de la extracción ilegal de minerales como coltan, casiterita y diamante. Kabila fue asesinado en enero de 2001 y su hijo Joseph Kabila fue nombrado jefe de Estado. El nuevo presidente rápidamente comenzó negociaciones para finalizar la guerra y se firmó el Acuerdo de Pretoria, en Sudáfrica, en 2002. A fines de 2003, una frágil paz prevalece desde que se instauró el Gobierno de transición. Kabila nombró cuatro vicepresidentes, dos de los cuales habían luchado para expulsarlo desde julio de 2003. Gran parte del este del país sigue siendo inseguro, principalmente por el conflicto de Ituri y las continuas actividades de las Fuerzas Democráticas para la liberación de Ruanda en las provincias de Kivu del Norte y de Kivu del Sur.
El 30 de julio de 2006 se celebraron en el país las primeras elecciones multipartidistas y libres desde la independencia en 1960. Joseph Kabila obtiene en la primera vuelta el 45 % de los votos y su oponente y exvicepresidente Jean-Pierre Bemba un 20 %. Esto da origen a enfrentamientos entre el 20 al 22 de agosto entre seguidores de los dos candidatos en las calles de la capital, Kinsasa. 16 personas mueren hasta que fuerzas de EUFOR y de la MONUC recuperan el control de las situación. La segunda vuelta de las elecciones se celebra el 29 de octubre y en ella el presidente Kabila consigue ser reelegido.
El coltán sale de las minas a puestos comerciales clave, donde lo adquieren mercaderes extranjeros que lo envían al exterior, principalmente a través de Ruanda. Las empresas con capacidad tecnológica suficiente convierten al coltán en el codiciado tantalio en polvo, para revenderlo después a multinacionales de la tecnología como Nokia, Motorola, Compaq, Sony y otros fabricantes, que lo utilizan en teléfonos móviles y otros productos electrónicos.
En 1996, EE. UU. patrocinó una invasión de fuerzas militares de Ruanda y Uganda que ingresaron por el oriente de la RDC. Hacia 1998 tomaron el control y ocuparon las áreas mineras estratégicas. Muy pronto, el ejército ruandés comenzó a hacerse con más de 20 millones de dólares al mes con la minería del coltán. Aunque su precio ha caído, Ruanda mantiene el monopolio de la explotación y comercio del metal de la RDC. Existe una lluvia de informes sobre desenfrenados abusos de los derechos humanos en esa región minera.

### Problemas de salud
A partir de 1976 en la República Democrática del Congo apareció una enfermedad que amenazaría al país, el ébola el cual sigue presente hasta los tiempos actuales. Una enfermedad caracterizada por causar sangrado a las cuarenta y ocho horas de haber adquirido la infección. Esta enfermedad, que se transmite por la saliva y flujos corporales, puede causar la muerte en veintiún días. No existe cura ni vacuna y es una enfermedad mucho más letal proporcionalmente en los afectados que el VIH/sida.
En 2016 todas las provincias congoleñas fronterizas con Angola se vieron afectadas por el brote de fiebre amarilla en el país vecino.

## Política y gobierno

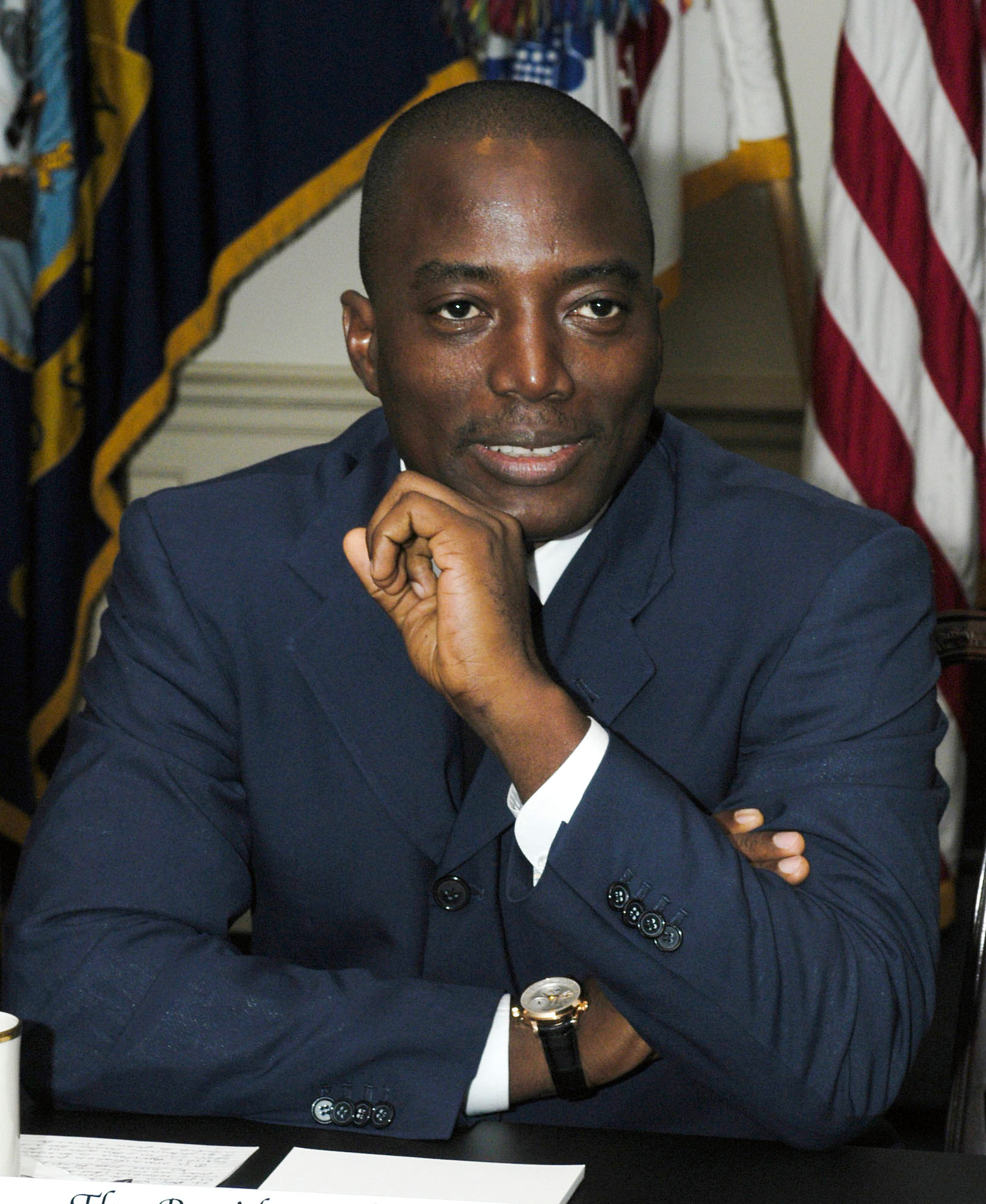
Joseph Kabila, presidente de la R.D.C., en el año 2003.

La historia reciente de esta nación africana no ha permitido un desarrollo político muy avanzado, ya que los conflictos armados y dictaduras han dominado el panorama desde la independencia en la década de 1960. Sin embargo, una vez finalizada la segunda guerra del Congo se han realizado grandes esfuerzos por estabilizar y dotar al malogrado país de un sistema político democrático que dé a la población la estabilidad necesaria para promover la paz, la reconciliación y el desarrollo económico.
Como parte de los Acuerdos de Lusaka y del Tratado de Pretoria, el año 2005 el país promulgó una nueva Constitución Política en la cual se reorganizaba en gran medida el sistema público y la administración del Estado. Las provincias pasaron de diez a veintiséis, se estableció un Parlamento bicameral (conformado por el Senado y una Asamblea Nacional) y una estructura embrionaria de un nuevo poder judicial. Todas las provisiones de este texto legal tienen diversos plazos para entrada en vigencia.
Después de décadas de dictaduras, guerras y conflictos, la República Democrática del Congo ha vivido a mediados de esta década los primeros comicios de su historia. Las elecciones tuvieron como finalidad el aprobar la nueva Constitución del país (2005), elecciones de presidente y miembros de la Asamblea Nacional (2006), gobernadores de las provincias y miembros del Senado (2007).
Desde enero del 2019, el actual presidente del país es Félix Tshisekedi quien reemplazó a Joseph Kabila tras ganar los comicios del 2018.

### Defensa

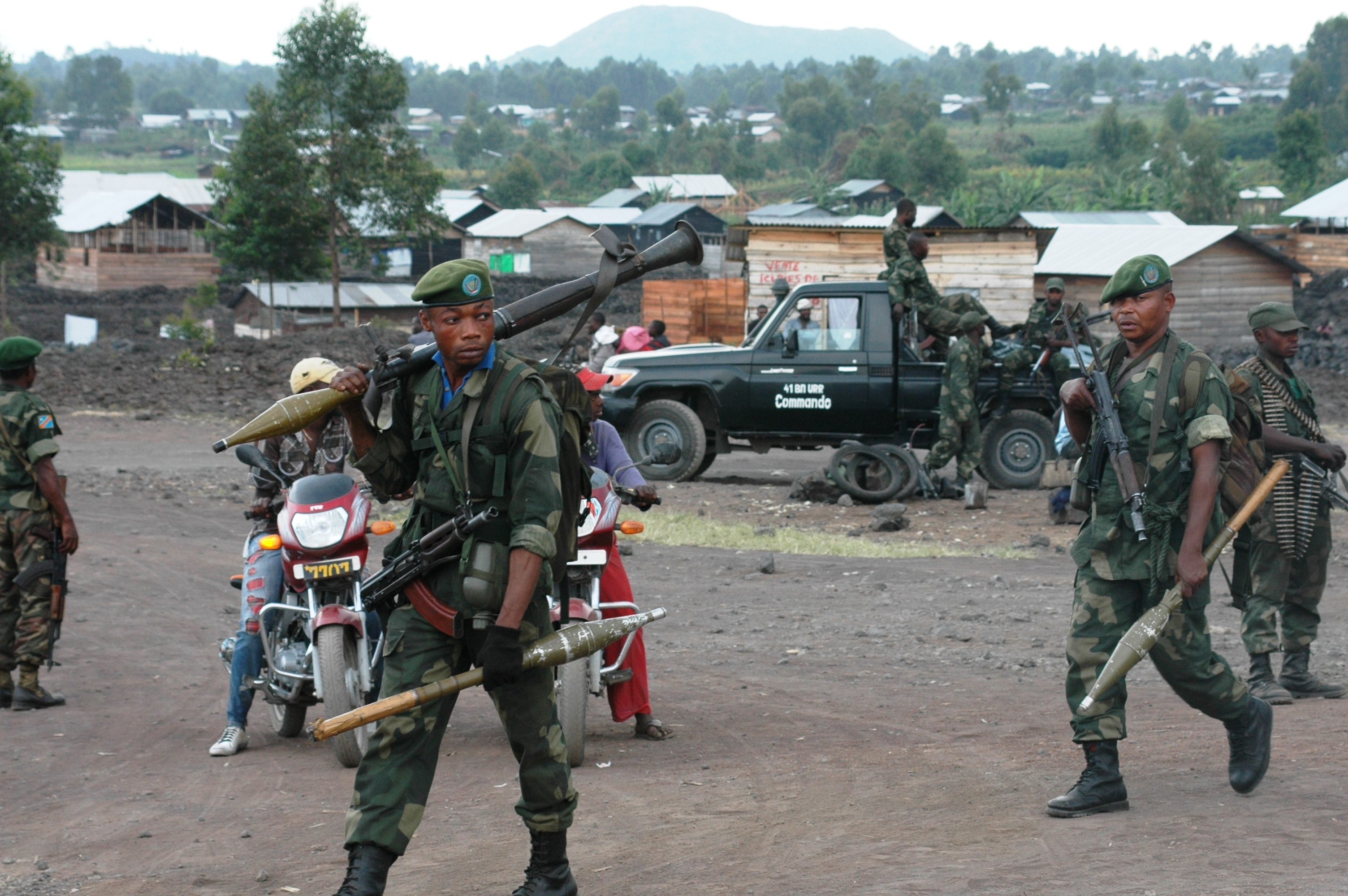
Tropas del ejército congoleño entran a Goma en mayo de 2013

Las Fuerzas Militares de la República Democrática del Congo son el organismo estatal responsable de la defensa de la República Democrática del Congo. Las FMRDC están siendo reconstruidas como parte del proceso de paz que siguió al final de la segunda guerra del Congo en julio de 2003.
La mayoría de los miembros de las FMRDC son las fuerzas de tierra, pero también tienen una pequeña fuerza aérea, y una marina de guerra aún más pequeña. Juntos, los tres servicios cuentan entre ciento cuarenta y cuatro mim y ciento cincuenta y nueve mil personas. Además, hay una fuerza presidencial llamada la Guardia Republicana, pero la Policía Nacional Congoleña (PNC) no forma ya parte de las Fuerzas Armadas.

### Corrupción
Mobutu Sese Seko gobernó la República Democrática del Congo, que rebautizó como Zaire, desde 1965 hasta 1997. El gobierno actual explicó cómo el gobierno de Zaire recogió ilícitamente ingresos de la nación, lo dijeron así: «Mobutu pediría a uno de nosotros para que vaya al Banco y saque 1 millón». Mobutu permitió la corrupción en el estado para evitar que sus rivales políticos desafiaran su control, conduciendo a un colapso económico en 1996.
Mobutu al parecer robó 4 o 5 mil millones de dólares; en julio de 2009, un tribunal suizo determinó que el estatuto de limitaciones había funcionado hacia fuera sobre un caso de recuperación de activos internacionales de unos 6,7 millones de dólares de depósitos de Mobutu en un banco suizo, y por lo tanto, los bienes deben ser devueltos a la familia de Mobutu.
El presidente Joseph Kabila estableció la Comisión de represión de delitos económicos en su ascensión al poder en 2001.

### Organización territorial

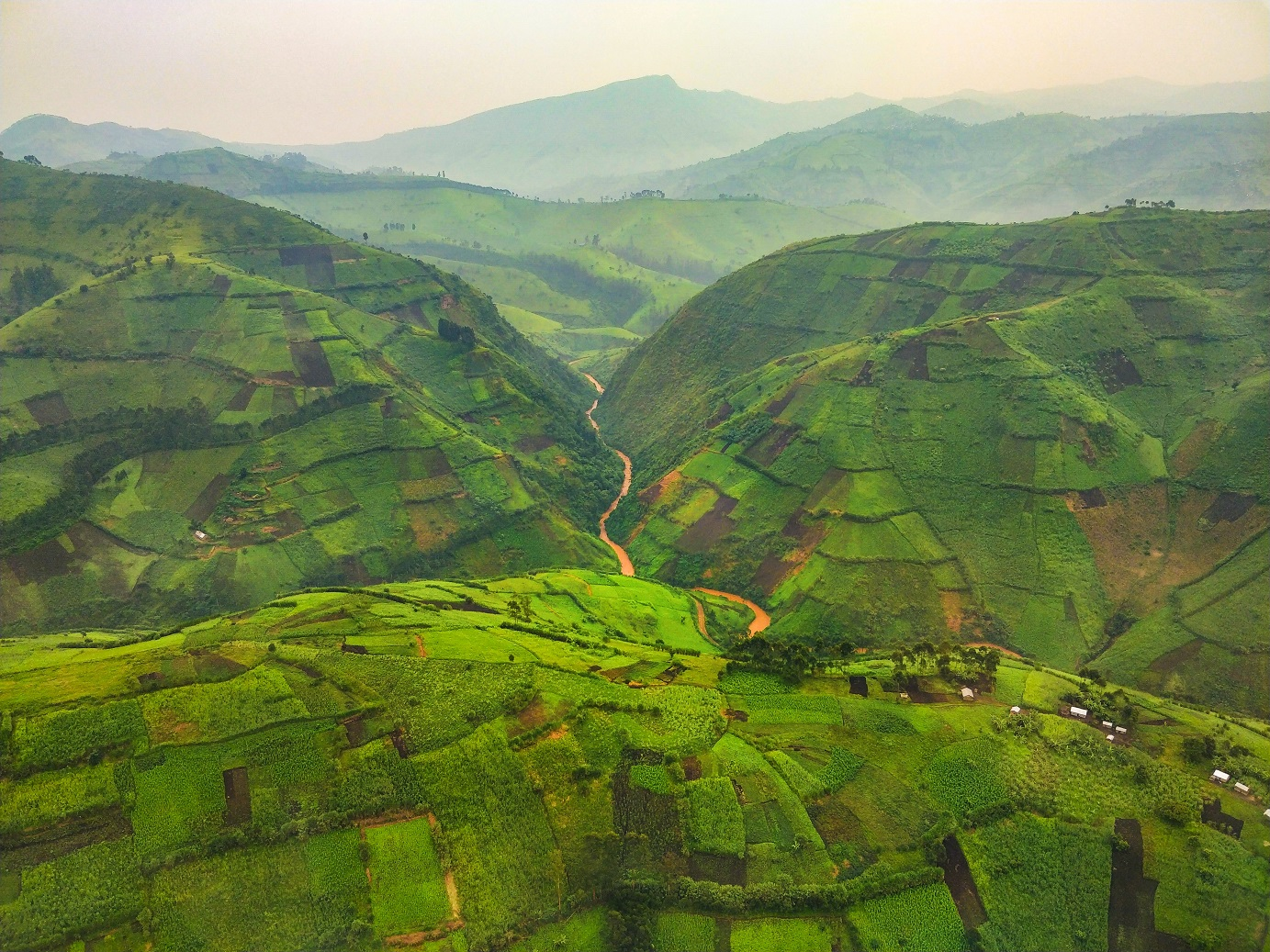
Kivu del Norte.

Desde la independencia del país, la R.D.C. estuvo tradicionalmente dividida en diez provincias. Estas eran de distinto tamaño e históricamente constituyeron en sí mismas focos de secesionismo en atención a la escasa fuerza del gobierno de Kinsasa de mantener el control en todo el país. Así, por ejemplo, en la década de 1960 el estado de Katanga proclamó su independencia, aunque dicha situación fue revertida con posterioridad. La Constitución de 2005 estableció un cambio en la organización territorial del Congo, creando veintiséis provincias en reemplazo de las tradicionales diez. Estas, según el texto constitucional, empezaron a funcionar en febrero del año 2009.

Provincias de la RDC.

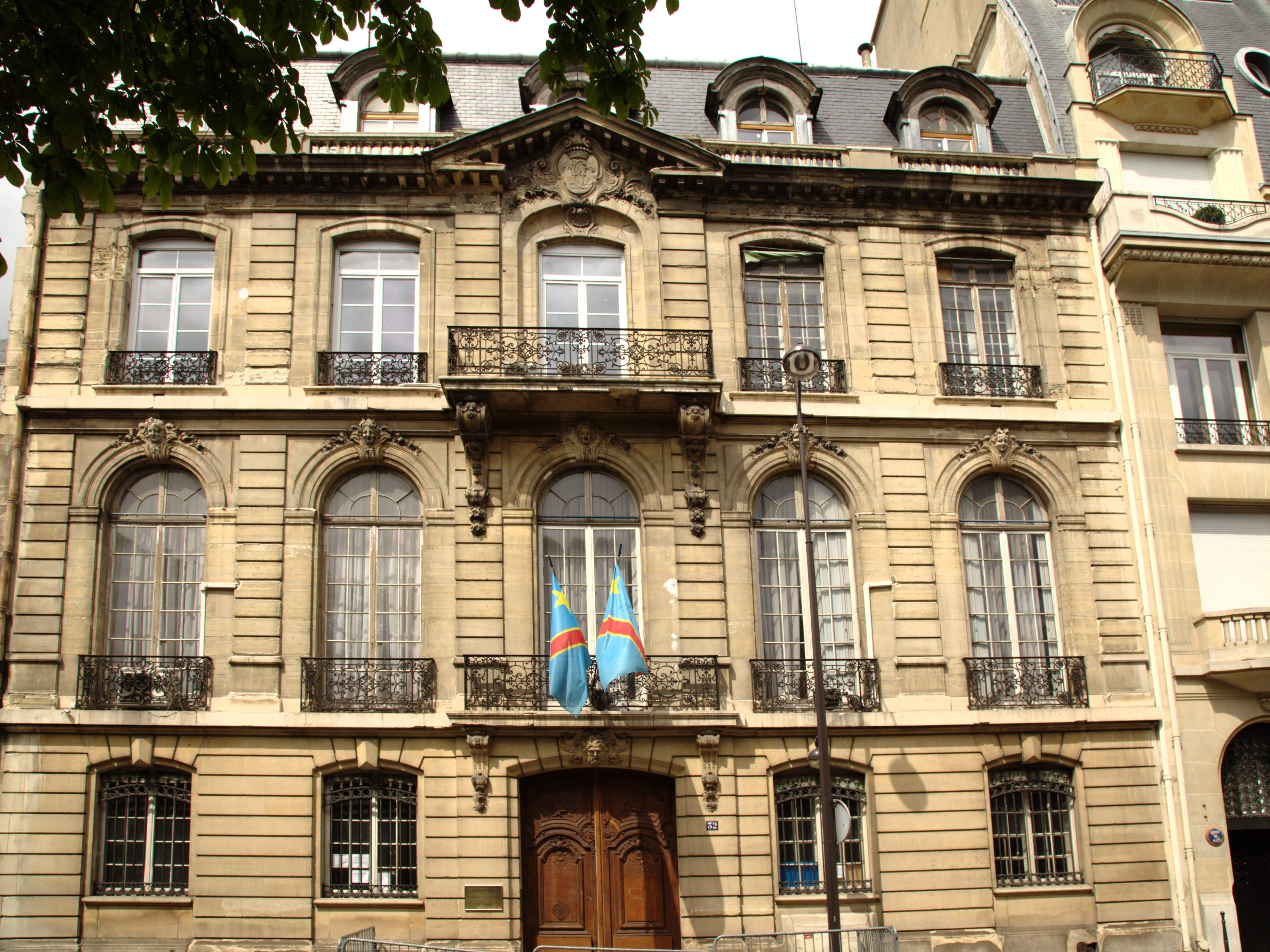
Embajada de la República Democrática del Congo en París, Francia

| N.º | Nueva provincia  | Capital    | Antigua provincia |
| --- | ---------------- | ---------- | ----------------- |
| 1   | Kinsasa          | Kinsasa    | Sin cambios       |
| 2   | Congo Central    | Matadi     | Bajo Congo        |
| 3   | Kwango           | Kenge      | Bandundu          |
| 4   | Kwilu            | Kikwit     | Bandundu          |
| 5   | Mai-Ndombe       | Inongo     | Bandundu          |
| 6   | Kasai            | Luebo      | Kasai Occidental  |
| 7   | Kasai Central    | Kananga    | Kasai Occidental  |
| 8   | Kasai Oriental   | Mbuji-Mayi | Kasai Oriental    |
| 9   | Lomami           | Kabinda    | Kasai Oriental    |
| 10  | Sankuru          | Lodja      | Kasai Oriental    |
| 11  | Maniema          | Kindu      | Sin cambios       |
| 12  | Kivu del Sur     | Bukavu     | Sin cambios       |
| 13  | Kivu del Norte   | Goma       | Sin cambios       |
| 14  | Ituri            | Bunia      | Oriental          |
| 15  | Alto Uele        | Isiro      | Oriental          |
| 16  | Tshopo           | Kisangani  | Oriental          |
| 17  | Bajo Uele        | Buta       | Oriental          |
| 18  | Ubangi del Norte | Gbadolite  | Ecuador           |
| 19  | Mongala          | Lisala     | Ecuador           |
| 20  | Ubangi del Sur   | Gemena     | Ecuador           |
| 21  | Équateur         | Mbandaka   | Ecuador           |
| 22  | Tshuapa          | Boende     | Ecuador           |
| 23  | Tanganica        | Kalemie    | Katanga           |
| 24  | Alto Lomami      | Kamina     | Katanga           |
| 25  | Lualaba          | Kolwezi    | Katanga           |
| 26  | Alto Katanga     | Lubumbashi | Katanga           |

#### Relaciones Exteriores
El crecimiento mundial de la demanda de materias primas escasas y el auge industrial de China, India, Rusia, Brasil y otros países en desarrollo exigen que los países desarrollados empleen estrategias nuevas, integradas y con capacidad de respuesta para identificar y garantizar, de forma continua, un suministro adecuado de materiales estratégicos y críticos necesarios para sus necesidades de seguridad. Destacando la importancia de la RD del Congo para la seguridad nacional de Estados Unidos, el esfuerzo por establecer una unidad de élite congoleña es el último impulso de Estados Unidos para profesionalizar las fuerzas armadas en esta región de importancia estratégica.
Existen incentivos económicos y estratégicos para llevar más seguridad al Congo, que es rico en recursos naturales como el cobalto, un metal estratégico y crítico utilizado en muchas aplicaciones industriales y militares. El mayor uso del cobalto es en superaleaciones, utilizadas para fabricar piezas de motores a reacción. El cobalto también se utiliza en aleaciones magnéticas y en materiales de corte y resistentes al desgaste, como los carburos cementados. La industria química consume cantidades significativas de cobalto en diversas aplicaciones, como catalizadores para el procesamiento de petróleo y productos químicos; agentes secantes para pinturas y tintas; capas de fondo para esmaltes de porcelana; decolorante para cerámica y vidrio; y pigmentos para cerámica, pinturas y plásticos. El país posee el 80 % de las reservas mundiales de cobalto.
Se cree que, debido a la importancia del cobalto para las baterías de los vehículos eléctricos y la estabilización de las redes eléctricas con grandes proporciones de renovables intermitentes en el mix eléctrico, la RDC podría convertirse en objeto de una mayor competencia geopolítica.
En el siglo XXI, las inversiones chinas en la RDC y las exportaciones congoleñas a China han crecido rápidamente. En julio de 2019, los embajadores ante la ONU de treinta y siete países, incluida la RDC, firmaron una carta conjunta al CDHNU defendiendo el trato de China a los uigures y otras minorías étnicas musulmanas. En 2021, el presidente Félix Tshisekedi pidió una revisión de los contratos mineros firmados con China por su predecesor Joseph Kabila, en particular el multimillonario acuerdo de «minerales por infraestructuras» de Sicomines.

### Derechos humanos
En todas las zonas de la República Democrática del Congo, el historial de derechos humanos ha seguido siendo considerablemente deficiente, y en diversos gobiernos se cometieron numerosos abusos graves. Los homicidios ilegítimos, las desapariciones, las torturas, las violaciones y las detenciones y reclusiones arbitrarias por parte de las fuerzas de seguridad aumentaron notablemente, y el gobierno de transición adoptó pocas medidas para castigar a las personas de forma severa. También siguieron siendo problemas graves las condiciones duras y potencialmente mortales de las prisiones y centros de detención; la prolongación de la prisión preventiva; la falta de un poder judicial independiente y eficaz; y la injerencia arbitraria en la intimidad, la familia y el hogar. Las fuerzas de seguridad continuaron reclutando y reteniendo a niños soldados y obligando a adultos y niños a realizar trabajos forzados.
Sigue siendo un problema la falta de la libertad de prensa, especialmente durante la campaña electoral. Notable es el caso de emisoras propiedad del exvicepresidente Jean-Pierre Bemba que promovieron el odio étnico. El gobierno de transición continuó restringiendo las libertades de reunión y circulación; la corrupción gubernamental siguió siendo generalizada; y las fuerzas de seguridad restringieron las organizaciones no gubernamentales (ONG). Además, la discriminación social de las mujeres y las minorías étnicas, la trata de personas, el trabajo infantil y la falta de protección de los derechos de los trabajadores continuaron siendo generalizados en todo el país.
Los grupos armados siguieron cometiendo numerosos y graves abusos -algunos de los cuales pueden constituir crímenes de guerra-, como homicidios ilegítimos, desapariciones y torturas. También reclutaron y retuvieron a niños soldados, obligaron a realizar trabajos forzados y cometieron graves abusos sexuales y otros posibles crímenes de guerra.
Hubo una mejora importante en un ámbito: el país celebró sus primeras elecciones nacionales democráticas en más de 40 años. Más del 70 % de los votantes registrados participaron en la primera vuelta de las elecciones, y más del 65 % en la segunda. El 24 de septiembre entró en funciones una Asamblea Nacional libremente elegida. Además, durante el año el gobierno de transición apoyó el procesamiento de graves violaciones de derechos humanos. Trasladó a un exlíder de las milicias a la Corte Penal Internacional (CPI) para que se enfrentara a cargos de reclutamiento de niños soldados, y un tribunal militar condenó a cadena perpetua a siete soldados por crímenes de lesa humanidad.
En la República Democrática del Congo ninguna mujer puede firmar nada sin permiso de su marido y se estima que hay 1152 violaciones diarias.
En el año 2006, el Comité de las Naciones Unidas para la eliminación de todas las formas de discriminación contra la mujer expresó su preocupación de que en el periodo de transición de la posguerra no se considerase una prioridad la promoción de los derechos de la mujer y la igualdad de género.
En el Congo oriental, en las provincias de Kivu del Norte y de Kivu del Sur, la prevalencia y la intensidad de las violaciones y otros actos de violencia sexual se describe como el peor en el mundo. Un informe de 2006 de la Asociación Africana para la Defensa de los Derechos Humanos elaborado para esa Comité, proporciona una amplia visión del conjunto de los problemas a que se enfrentan las mujeres en la República Democrática del Congo, tanto desde el punto de vista de la legislación como en la vida cotidiana. Las mujeres han sido violadas durante la guerra y se mantienen posteriormente como esclavas de los soldados. Cuando las mujeres son liberadas, la mayoría de los hijos que dejan son asesinados o controlados en un hospital, donde morirán. [cita requerida]
La guerra ha hecho la vida de las mujeres más precaria. La violencia contra la mujer parece ser percibida por amplios sectores de la sociedad como normal. En julio de 2007, el Comité Internacional de la Cruz Roja expresó su preocupación por la situación en el este de la RDC. Se ha desarrollado un fenómeno de «desplazamiento pendular» de la gente por la noche para acelerar la seguridad. Según el Relator Especial de Naciones Unidas sobre la Violencia, Yakin Ertürk, quien recorrió la zona este del Congo en julio de 2007, la violencia contra la mujer en Kivu del Norte y Kivu del Sur, incluido, es descrita como de una «brutalidad inimaginable». Los grupos armados atacan a las comunidades locales, saquean, violan, secuestran a mujeres y niños y hacen que trabajen como esclavas sexuales», dijo Ertürk. Existe una iniciativa local de mujeres en Bukavu cuyo objetivo es la de su recuperación de la violencia, basado en el empoderamiento de la mujer propia.

## Geografía

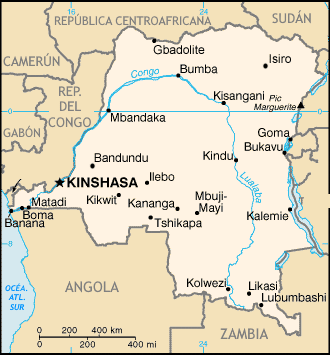
Principales ciudades
Goma
Ilebo (Port-Francqui)
Kalemie (Albertville - Albertstad)
Kananga (Lualabourg - Lualaburg)
Kindu
Kinsasa (Léopoldville - Leopoldstad)
Kisangani (Stanleyville - Stanleystad)
Kolwezi
Likasi (Jadotville - Jadotstad)
Lubumbashi (Elisabethville - Elisabethstad)
Mbandaka (Coquilhatville - Cocquilhatstad)
Mobaye-Mbongo (Banzyville - Banzystad)

La República Democrática del Congo se sitúa en el corazón de la porción central-occidental del África Subsahariana y limita (en el sentido de las manecillas del reloj, partiendo desde el oeste) con Angola, la República del Congo, la República Centroafricana, Sudán del Sur, Uganda, Ruanda, Burundi, Tanzania (limítrofe del lago Tanganica) y Zambia. El territorio es atravesado por el ecuador, con un tercio país en el Hemisferio Norte y dos tercios en el Hemisferio Sur
Como resultado de su localización ecuatorial, la R. D. del Congo. posee altísimos índices pluviales (Véase Pluviselva), la media anual del país es de 1.070 mm. Toda esta lluvia crea la Selva del Congo, la segunda más grande del mundo. La exuberante vegetación cubre gran parte de la cuenca del río, hasta su desembocadura en el Atlántico al oeste. Esta área está rodeada por sabanas al sur y suroeste, por terrenos montañosos al oeste y densos pastizales extendidos más allá del río Congo al norte. Altas montañas pueden encontrarse en la región más al este del país, siendo el punto más alto del país se encuentra en el monte Ngaliema en la frontera con Uganda (5110 metros).
La cuenca del río Congo se extiende en casi la totalidad del país, en un área cercana a los 3 700 000 km². El río y sus afluentes (El Kasai, Sangha, Ubangui, Aruwimi, y Lulonga son los más grandes) forman la piedra angular de la economía y transporte, y tienen un alto impacto en la vida diaria de la población. La fuente del Congo se encuentra en las tierras altas y las montañas del Gran Valle del Rift, también en lago Tanganica y el lago Mweru. El río Congo es el más largo de África Central, el segundo más largo del África, también es el segundo más caudaloso del mundo.

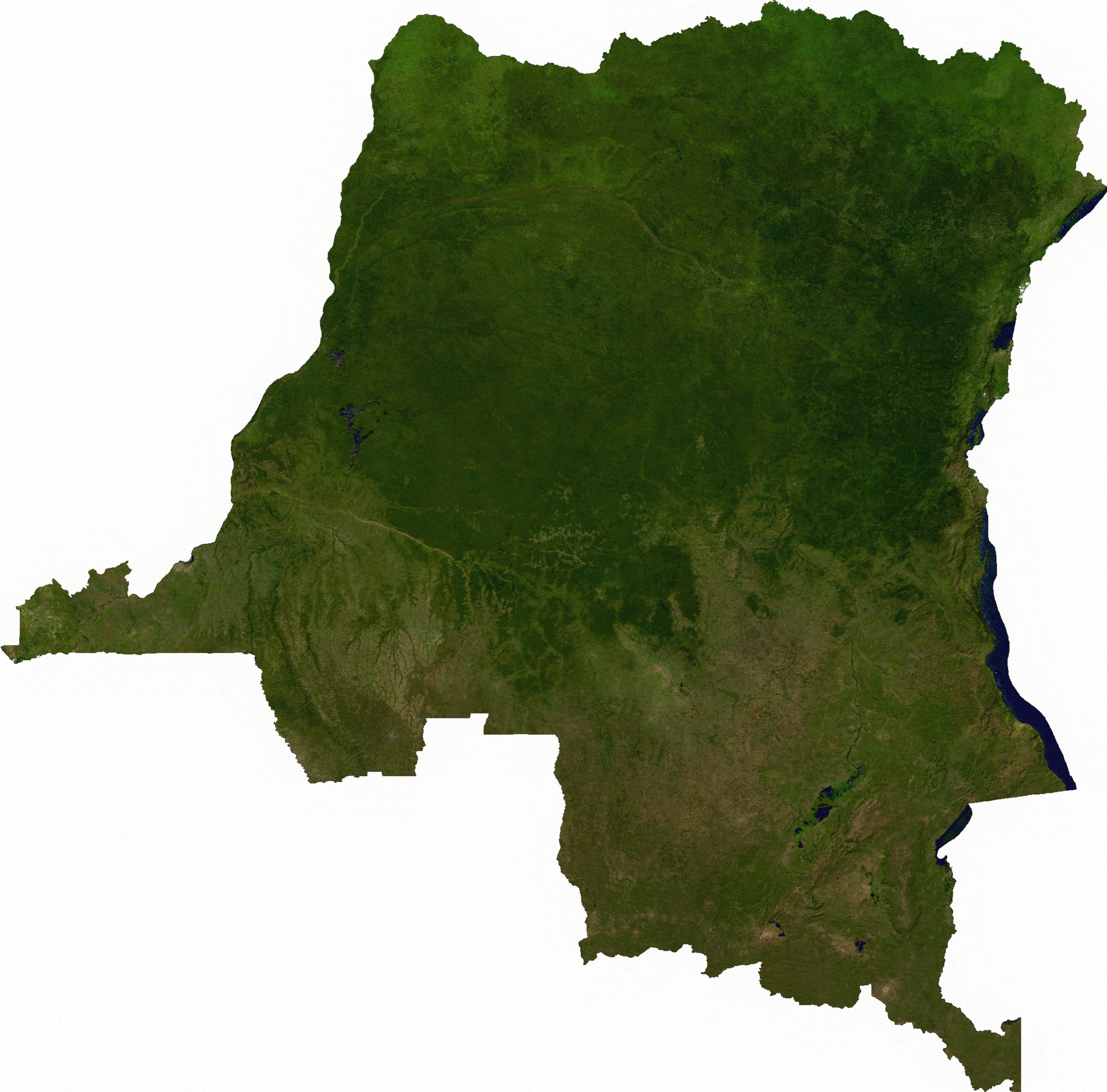
Imagen satelital de la República Democrática del Congo

El Gran Valle del Rift del continente africano abarca el área de los Grandes lagos africanos con los que la R. D. del Congo, el país colinda con dos de éstos: el lago Alberto y el lago Tanganica. El valle de Rift ha dotado la mayor parte del sur y del este de la R. D. del Congo. con una gran cantidad de riquezas minerales. Incluyendo coltán (mineral que ha ayudado a financiar a varios bandos de la segunda guerra del Congo, un conflicto que ha resultado con un balance aproximado de más de 5 millones de muertos, el mayor desde la Segunda Guerra Mundial), cobalto, cobre, cadmio, petróleo, diamante, oro, plata, zinc, magnesio, estaño, germanio, uranio, radio, bauxita, hierro y carbón. Desafortunadamente esta riqueza no ha podido ser disfrutada por el pueblo de la R. D. del Congo, al contrario, las guerrillas locales se financian en parte gracias a la explotación y venta de diamante sustraído ilegalmente.
| Noroeste: República Centroafricana | Norte: Sudán del Sur | Nordeste: Uganda     |
| Oeste: República del Congo         |                      | Este: Ruanda Burundi |
| Suroeste: Angola                   | Sur: Zambia          | Sureste: Tanzania    |

### Flora y fauna

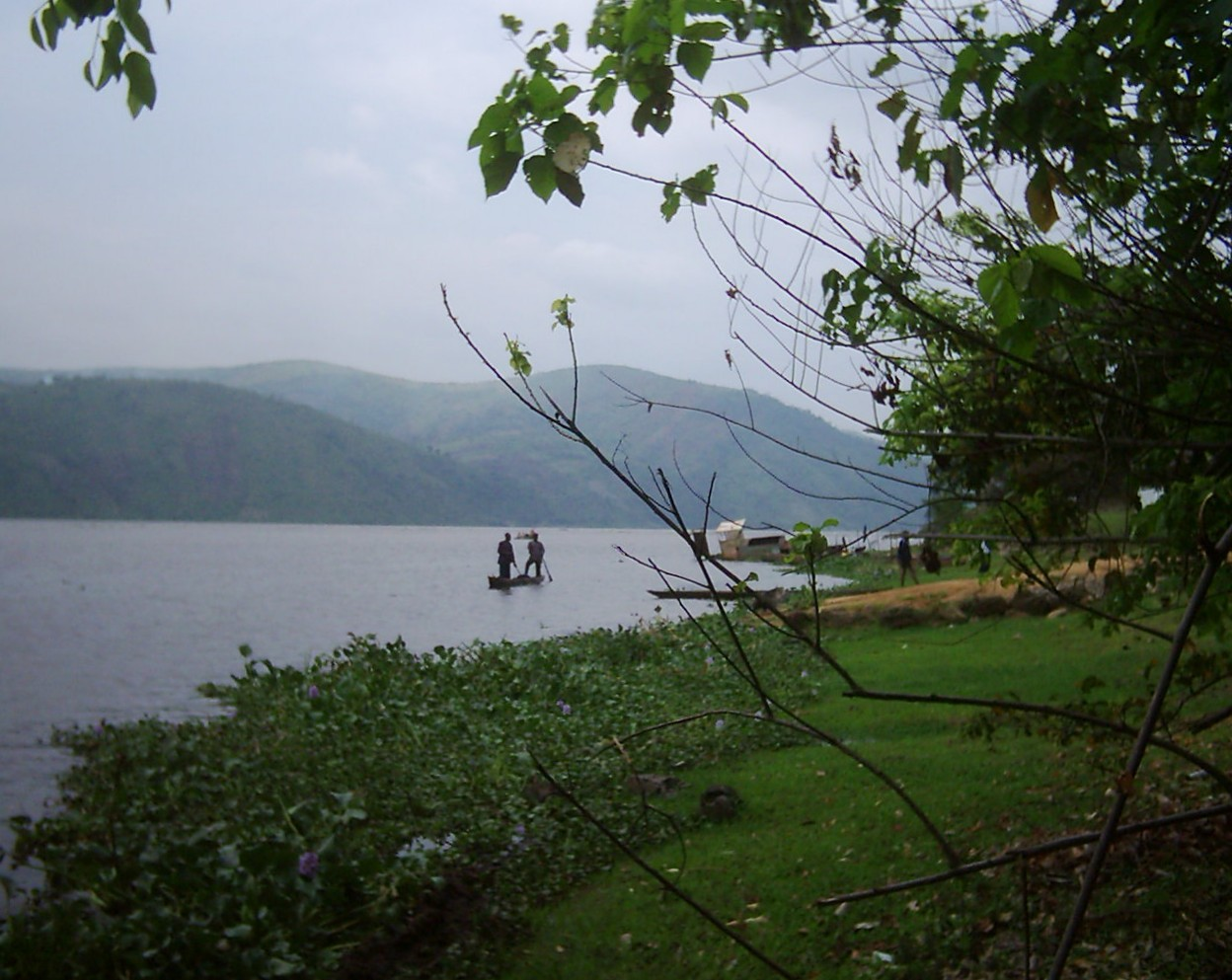
El río Congo.

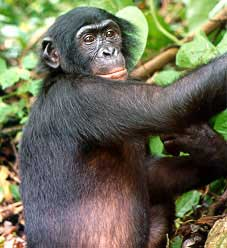
Un bonobo.

Situada en un territorio de orografía diversa, la R. D. del Congo posee una gran variedad de biomas; desde la sabana en las regiones del sur, la selva montana de las regiones montañosas del este, los grandes lagos Africanos al este y la selva del Congo, R.D., que es, después de la Selva Amazónica la más extensa del mundo, esto hace de la R. D. del Congo uno de los países con mayor diversidad biológica del planeta.
WWF divide el territorio de la R. D. del Congo entre dieciséis ecorregiones:
- Mosaico de selva y sabana del norte del Congo, en el norte.
- Sabana sudanesa oriental, en el extremo noreste.
- Selva costera ecuatorial atlántica, en el extremo oeste.
- Manglar de África central, en las bocas del río Congo.
- Selva de tierras bajas del Congo nororiental, en el noreste de la cuenca del Congo.
- Selva pantanosa del Congo occidental, en la orilla occidental del Congo.
- Selva pantanosa del Congo oriental, en la orilla oriental del Congo.
- Selva de tierras bajas del Congo central, en el centro de la cuenca del Congo.
- Mosaico de selva y sabana del Congo occidental, en el oeste del país.
- Mosaico de selva y sabana del Congo meridional, en el sur de la cuenca del Congo.
- Selva montana de la falla Albertina y páramo de los montes Ruwenzori y Virunga, en las montañas del este.
- Mosaico de selva y sabana de la cuenca del lago Victoria, en la frontera con Uganda.
- Sabana arbolada de miombo de Angola, en el suroeste.
- Sabana arbolada de miombo del Zambeze central, en el sureste.
- Matorral de Itigi y Sumbu, en un pequeño enclave junto la lago Tanganica, en la frontera con Zambia.
- Pradera inundada del Zambeze, en un pequeño enclave del sureste, en la frontera con Zambia.

Entre las muchas especies (algunas endémicas y muchas otras raras) que habitan en su territorio podemos encontrar: dos especies de chimpancés; el Chimpancé común y el bonobo o chimpancé enano; el gorila de montaña; el okapi y el pavo real del Congo. Cinco de los parques nacionales del país están catalogados como Patrimonio de la Humanidad: los parques nacionales de Garamba, Kahuzi-Biega, Salonga, Virunga y la Reserva de la Vida Silvestre del Okapi. La guerra civil y la empobrecida economía han dañado mucho la biodiversidad. Muchos guardas de los parques fueron asesinados o no pudieron continuar con su trabajo. Estos cinco sitios están listados como Patrimonio de la Humanidad en peligro por la Unesco.

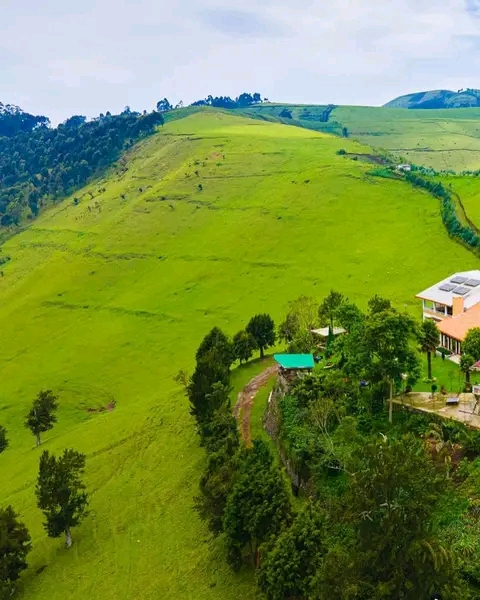
Las Colinas de Kivu

Al paso de los siglos, la R. D. del Congo ha sido el centro del problema del tráfico de carne centroafricana de animales silvestres, que es considerado por muchos un problema medioambiental, y parte de la crisis socioeconómica que sufre el país. La carne de los animales silvestres con los que se trafica es obtenida generalmente mediante trampas-jaula de alambre, otras veces con escopetas o armas originalmente obtenidos de los numerosos conflictos militares de la R. D. del Congo.

### Clima
Debido a su situación geográfica, la República Democrática del Congo tiene un clima ecuatorial. Por ello, la mayor parte del país tiene un clima tropical húmedo muy cálido, con una temperatura media de unos 20 °C en la estación seca y de unos 30 °C en la lluviosa. El clima está relativamente poco influenciado por estaciones como la seca y la lluviosa. No obstante, existen disparidades regionales debido a la gran extensión del país.
El ecuador atraviesa el centro norte del país, donde se encuentran las ciudades de Mbandaka y Kisangani. Esta zona, de unos 300 kilómetros de ancho, recibe abundantes precipitaciones a lo largo del año, con una media de 1500-2000 mm, mientras que la temperatura se mantiene constante en torno a los 26 °C.
El clima de Kinshasa se caracteriza por una temperatura media anual superior a 25 °C y una alternancia entre las estaciones seca (cuatro meses en total) y lluviosa, que alcanza su punto álgido en noviembre y abril. En todo el año, Kinshasa recibe un total de unos 1.400 mm de lluvia.

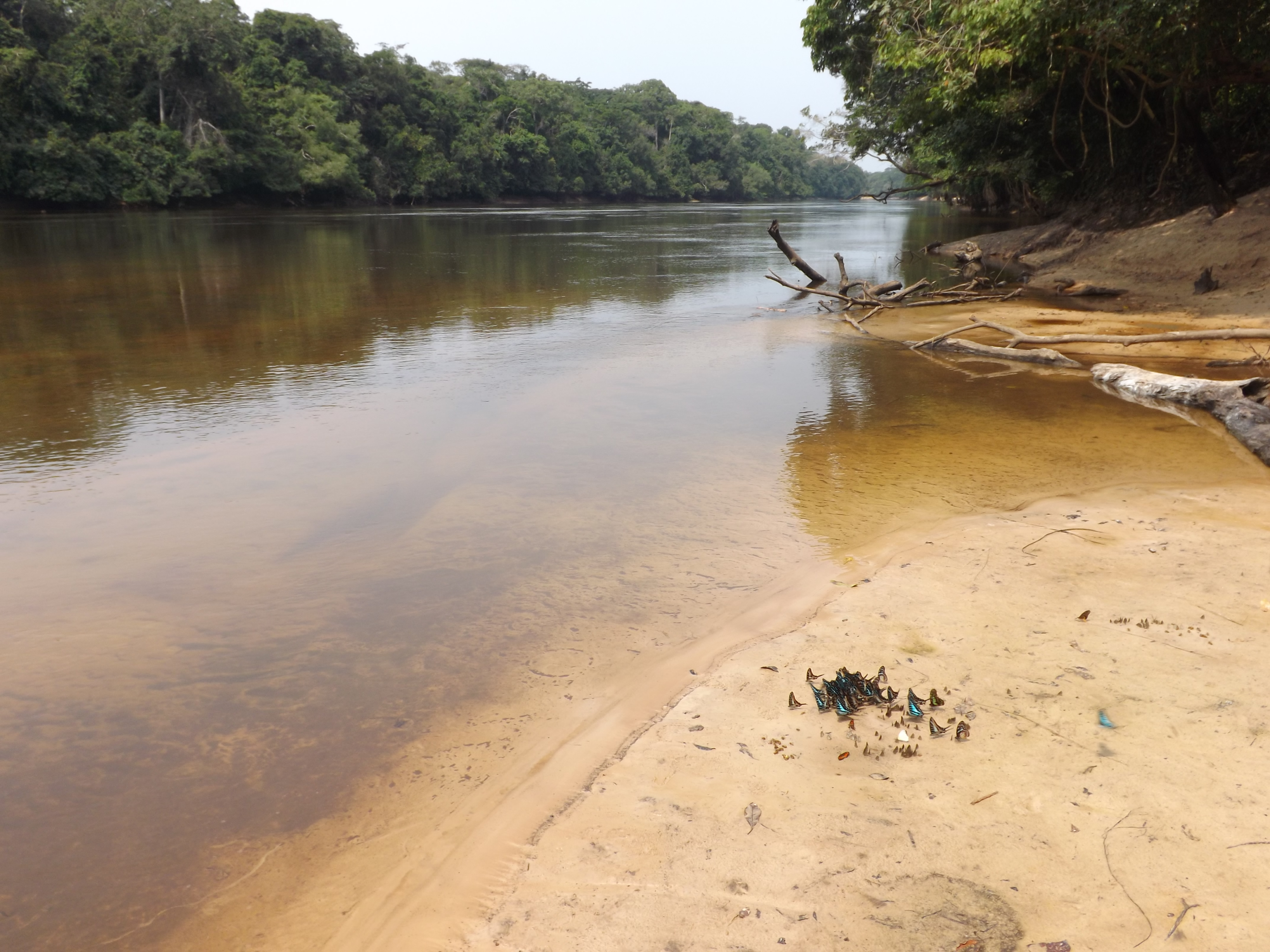
Playa fluvial en la República Democrática del Congo

En el norte del país, la gran cantidad de bosque, típica del clima ecuatorial, deja espacio a una sabana arbolada. Allí, a diferencia del sur, la estación seca suele comenzar dos o tres meses antes del cambio de año y terminar unos dos o tres meses después del cambio de año. Por lo tanto, alrededor del 90 % de las precipitaciones anuales caen aquí en el periodo comprendido entre marzo y noviembre.
En el sur comienza una zona de clima tropical, con estaciones bien diferenciadas: una seca (de tres a seis meses, sobre todo de mayo a septiembre) y otra lluviosa (de seis a nueve meses, sobre todo de octubre a abril). Por ejemplo, Lubumbashi, en la provincia de Haut-Katanga, tiene hasta seis meses de sequía relativa y fluctuaciones de temperatura muy pronunciadas entre el día y la noche.
La montañosa parte oriental del país se caracteriza por un clima de gran altitud y es bastante más fría que las demás zonas. Dado que la temperatura desciende allí una media de 1 °C por cada 80 metros de altitud, se observan notables diferencias climáticas y ecológicas en el ascenso de las montañas del Parque Nacional de los Virunga y las laderas de los montes Ruwenzori. En los puntos más altos de estas zonas, incluso las nevadas no son infrecuentes. Aquí también cae la mayor parte de las precipitaciones del país.
En la pequeña zona costera del extremo occidental, donde también desemboca el río Congo, la corriente fría de Benguela reduce considerablemente la temperatura y las precipitaciones, de modo que la ciudad de Boma, por ejemplo, recibe menos de 800 mm de precipitaciones de media al año.

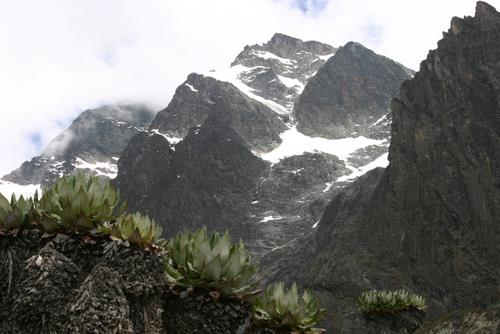
Montañas con nieve en el Parque Nacional de Virunga

### Relieve
El centro de la República Democrática del Congo es una vasta cuenca aluvial que cubre aproximadamente un tercio del territorio, con una altitud de entre 300 y 500 metros. Su vegetación está formada por bosques ecuatoriales y pantanos. La cuenca del río Congo posee una densa red hidrográfica y grandes llanuras aluviales. Una pendiente constante conduce hacia el norte y el este hasta las mesetas salpicadas por los profundos valles de los ríos Oubangui, Uele, Lukénié y Lasaï (1000 m) y hacia el oeste hasta las mesetas de Batéké y Lunda (1.200 m). En la frontera oriental, las grandes hendiduras ocupadas por los lagos Tanganica, Kivu, Edouard y Alberto están dominadas por polos graníticos (Rwenzori, 5.109 metros) y formaciones volcánicas (cadena de los Virunga), incluido el volcán activo Nyiragongo (3.470 metros). Al sureste se extienden altiplanos salpicados de inselbergs (meseta de Katanga), macizos con picos aplanados (montañas Mitumba) y sumideros (lago Upemba). Al oeste, una estrecha franja arenosa y a veces pantanosa ofrece acceso al Atlántico.

### Cuestiones medioambientales

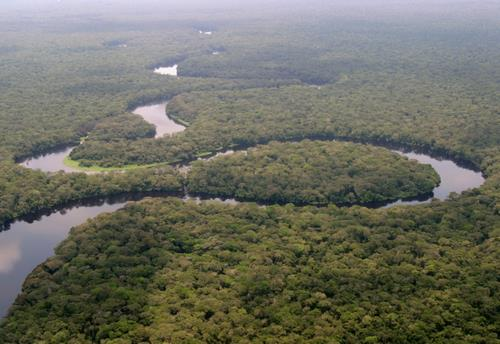
La Selva en el Parque nacional Salonga

La deforestación es intensa en la República Democrática del Congo. Según las proyecciones de Greenpeace (2017), el país podría haber perdido el 40 % de sus bosques en 2050, a pesar de haber recibido cientos de millones de euros en fondos públicos de donantes internacionales para proteger este importante patrimonio ecológico en el contexto de posguerra de principios del siglo XXI, a cambio de una moratoria en la concesión de nuevos títulos de tala.
Esta moratoria, establecida en 2002, ha frenado la deforestación durante casi 20 años, pero no la ha detenido. Greenpeace ha denunciado varias violaciones de la moratoria: en las semanas siguientes a su firma, se distribuyeron numerosos títulos ilegales, luego un decreto presidencial en 2005 reforzó el decreto de 2002, pero 15 títulos cancelados en 2009 a raíz de este decreto fueron restablecidos en 2011, luego tres concesiones forestales fueron de nuevo asignadas ilegalmente en 2015 a dos empresas: FODECO y SOMIFOR creadas por inversores mayoritariamente chinos y registradas en Kinshasa en la misma dirección (en Limete), y fueron creadas por inversores chinos), en 2020, 1,4 millones de hectáreas de las llamadas concesiones de «conservación» fueron ofrecidas a intereses mineros.
Según Rainforest, Claude Nyamugabo (predecesor de Bazaiba) adjudicó más de cuatro millones de hectáreas de concesiones ilegales23. Después, en 2021, el gobierno planea levantar la moratoria, para satisfacer a la industria maderera y de maderas exóticas. Esto preocupa a la comunidad internacional y a ONG como Greenpeace y Rainforest, ya que este tipo de situaciones siempre desencadenan una «deforestación en cascada» casi imposible de detener. Según la Save the Forest Network (2021), «abrir millones de hectáreas de selva virgen a la explotación industrial sería un desastre absoluto para el clima, la biodiversidad, el Estado de Derecho y los derechos humanos de las comunidades forestales». Según las ONG, esto podría triplicar el área de tala donde viven «miles de comunidades locales y pueblos indígenas» y «especies en peligro de extinción»; más de un millón de hectáreas son bosques de turberas cuya tala podría liberar más de 10.000 millones de toneladas de dióxido de carbono.

## Demografía

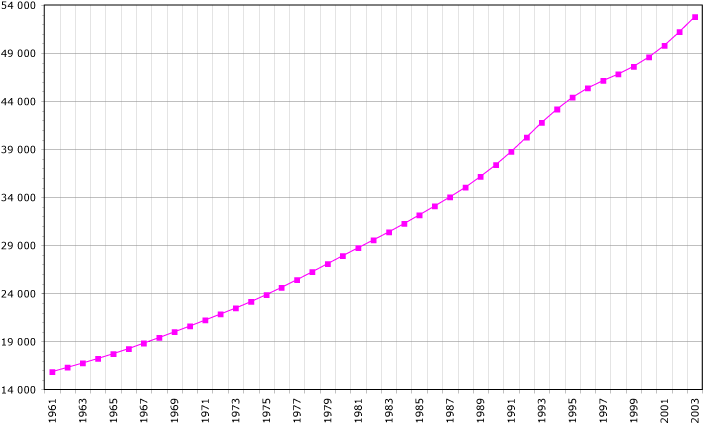
Evolución demográfica del Congo, R.D entre 1961 y 2003.

Para el año 2023, la población estimada de la República Democrática del Congo era de 102 262 810 habitantes, siendo el cuarto país más poblado del continente africano tras Nigeria, Etiopía y Egipto. El país cuenta con una densidad de 43,7 habitantes por kilómetros cuadrado.
La tasa de crecimiento de la población es muy elevada, siendo de 41,74‰. En el año 2007, la República Democrática del Congo contaba con una población de 65 750 000 habitantes. El promedio de hijos por mujer es de 6,11, una de las tasas más elevadas de África, lo cual está provocando un crecimiento poblacional nunca visto en la historia del país. Se calcula que para el año 2050 este país va a tener 177 200 000 de habitantes, lo cual va a traer importantes consecuencias tanto económicas como ambientales (destrucción total de sus bosques y recursos naturales). Aun así, la emigración es constante, y son bastantes los congoleños que abandonan el país en busca de mejores condiciones de vida. La Unión Europea es el destino habitual de los emigrantes que salen del país, destacando como destinos Bélgica, la antigua metrópoli, y Francia.
La mayoría de los 250 grupos étnicos han sido registrados y catalogados. El pueblo más numeroso es el de los kongo, los luba y los mongo. 
Se hablan alrededor de 700 idiomas locales y dialectos. Los principales idiomas regionales son el lingala, el kikongo (kikongo ya leta), el tshiluba y el suajili. En 1960, se independizó de Bélgica, cuyos idiomas oficiales son el francés, el neerlandés y el alemán; sin embargo, el idioma de la colonización belga del Congo y que hoy es lengua franca y oficial de la República Democrática del Congo, es el francés, único que ha alcanzado ese estatus. La R. D. del Congo pertenece a la Organización Internacional de la Francofonía (OIF) y es el 2° país con más francófonos en el mundo (después de Francia). El francés es hablado por 49 millones de habitantes en la República Democrática del Congo (51 % de la población) según el Observatorio de la Lengua Francesa (OIF, 2022).
Aproximadamente el 80 % de la población es cristiana, predominantemente católica. Muchos de los no cristianos se mantienen apegados a sus tradiciones religiosas y sectas sincréticas. Las religiones tradicionales engloban conceptos como el monoteísmo, animismo, vitalismo, devoción espiritual y ancestral, brujería y hechicería y varían generalmente entre los grupos étnicos; ninguna está formalizada. Las sectas sincréticas a menudo funden el cristianismo con creencias y rituales tradicionales. La más popular de estas sectas, el kimbanguismo, fue visto como una amenaza para el dominio colonial y fue prohibida por los belgas. El kimbanguismo, oficialmente «la iglesia de Cristo en la Tierra por el profeta Simón Kimbangu», ahora tiene alrededor de 3 millones de miembros, principalmente entre los bakongo de Bas-Congo (Kinsasa).

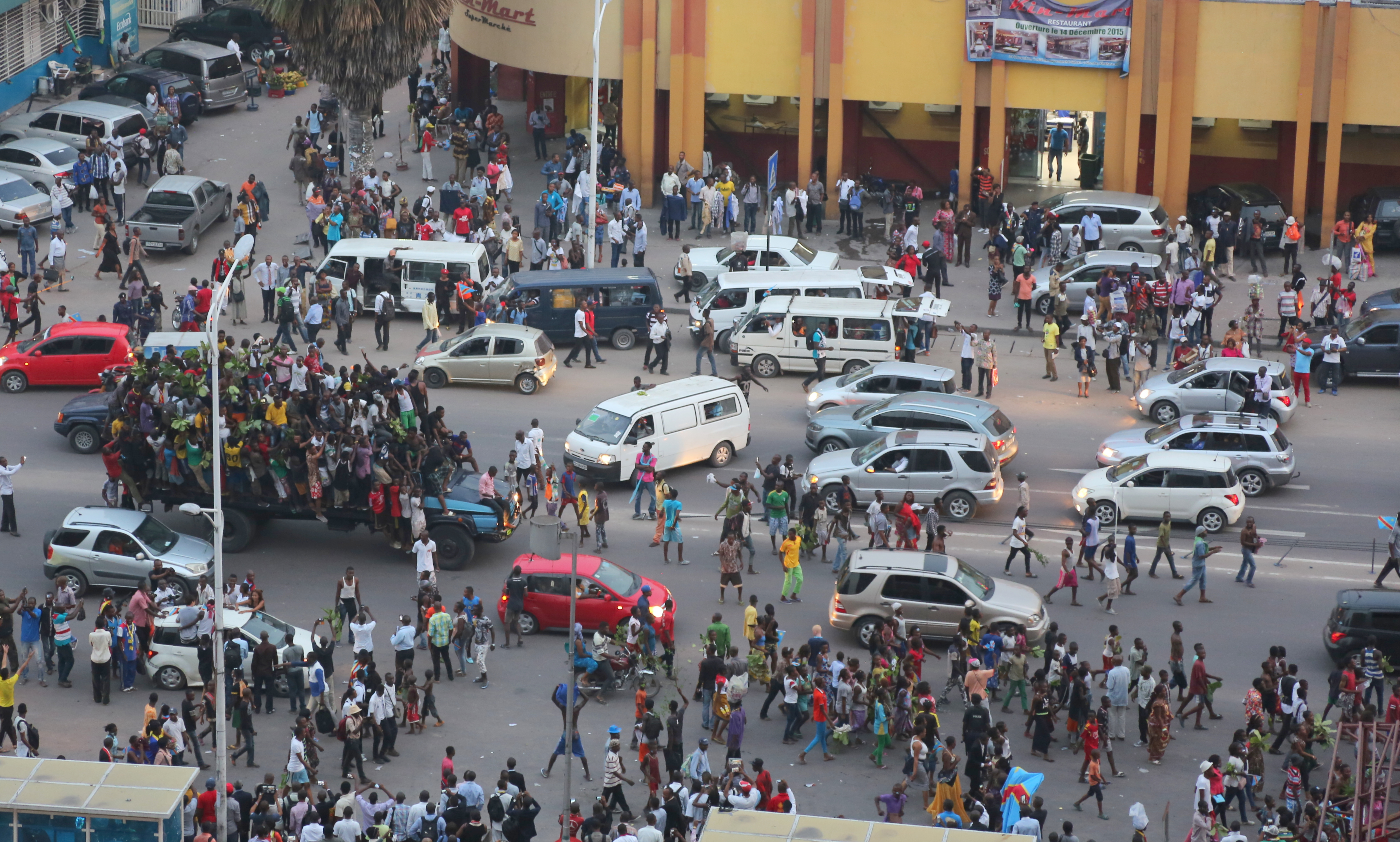
Kinsasa

### Mayores ciudades
| Mayores ciudades de la República Democrática del Congo |               |               |                      |                  |
| Posición                                               | Ciudad        | Población     | Población            | Provincia        |
| Posición                                               | Ciudad        | Censo de 1984 | Estimaciones de 2005 | Provincia        |
| 1.                                                     | Kinsasa       | 2 653 558     | 7 787 832            | Kinsasa          |
| 2.                                                     | Lubumbashi    | 564 830       | 1 374 808            | Katanga          |
| 3.                                                     | Kolwezi       | 416 122       | 910 167              | Katanga          |
| 4.                                                     | Mbuji-Mayi    | 486 235       | 874 974              | Kasai Oriental   |
| 5.                                                     | Kisangani     | 317 581       | 539 164              | Oriental         |
| 6.                                                     | Kananga       | 298 693       | 463 556              | Kasai Occidental |
| 7.                                                     | Likasi        | 213 862       | 422 726              | Katanga          |
| 8.                                                     | Boma          | 197 617       | 344 522              | Bajo Congo       |
| 9.                                                     | Tshikapa      | 116 016       | 267 508              | Kasai Occidental |
| 10.                                                    | Bukavu        | 167 950       | 225 431              | Kivu del Sur     |
| 11.                                                    | Mwene-Ditu    | 94 560        | 189 215              | Kasai Oriental   |
| 12.                                                    | Kikwit        | 149 296       | 186 995              | Bandundu         |
| 13.                                                    | Mbandaka      | 137 291       | 184 189              | Équateur         |
| 14.                                                    | Matadi        | 138 798       | 180 115              | Bajo Congo       |
| 15.                                                    | Uvira         | 74 432        | 170 422              | Kivu del Sur     |
| 16.                                                    | Butembo       | 73 312        | 154 649              | Kivu del Norte   |
| 17.                                                    | Gandajika     | 64 878        | 154 414              | Kasai Oriental   |
| 18.                                                    | Kalemie       | 73 528        | 147 065              | Katanga          |
| 19.                                                    | Goma          | 77 908        | 144 151              | Kivu del Norte   |
| 20.                                                    | Kindu         | 66 812        | 135 690              | Maniema          |
| 21.                                                    | Isiro         | 78 268        | 127 068              | Oriental         |
| 22.                                                    | Bandundu      | 63 642        | 118 203              | Bandundu         |
| 23.                                                    | Gemena        | 63 052        | 117 631              | Équateur         |
| 24.                                                    | Ilebo         | 53 877        | 107 086              | Kasai Occidental |
| 25.                                                    | Bunia         | 59 598        | 96 757               | Oriental         |
| 26.                                                    | Bumba         | 51 197        | 95 514               | Équateur         |
| 27.                                                    | Beni          | 44 141        | 89 643               | Kivu del Norte   |
| 28.                                                    | Mbanza-Ngungu | 44 782        | 86 351               | Bajo Congo       |
| 29.                                                    | Kamina        | 62 789        | 73 616               | Katanga          |
| 30.                                                    | Lisala        | 37 565        | 70 082               | Équateur         |
| 31.                                                    | Lodja         | 28 671        | 68 239               | Kasai Oriental   |
| 32.                                                    | Kipushi       | 53 207        | 62 382               | Katanga          |
| 33.                                                    | Binga         | 32 181        | 60 037               | Équateur         |
| 34.                                                    | Kabinda       | 24 789        | 58 999               | Kasai Oriental   |
| 35.                                                    | Kasongo       | 27 138        | 55 115               | Maniema          |
| 36.                                                    | Kalima        | 27 087        | 55 012               | Maniema          |
| 37.                                                    | Mweka         | 25 494        | 50 672               | Kasai Occidental |
| 38.                                                    | Gbadolite     | 27 063        | 50 489               | Équateur         |

### Grupos étnicos

Jóvenes de la RDC en Kinsasa

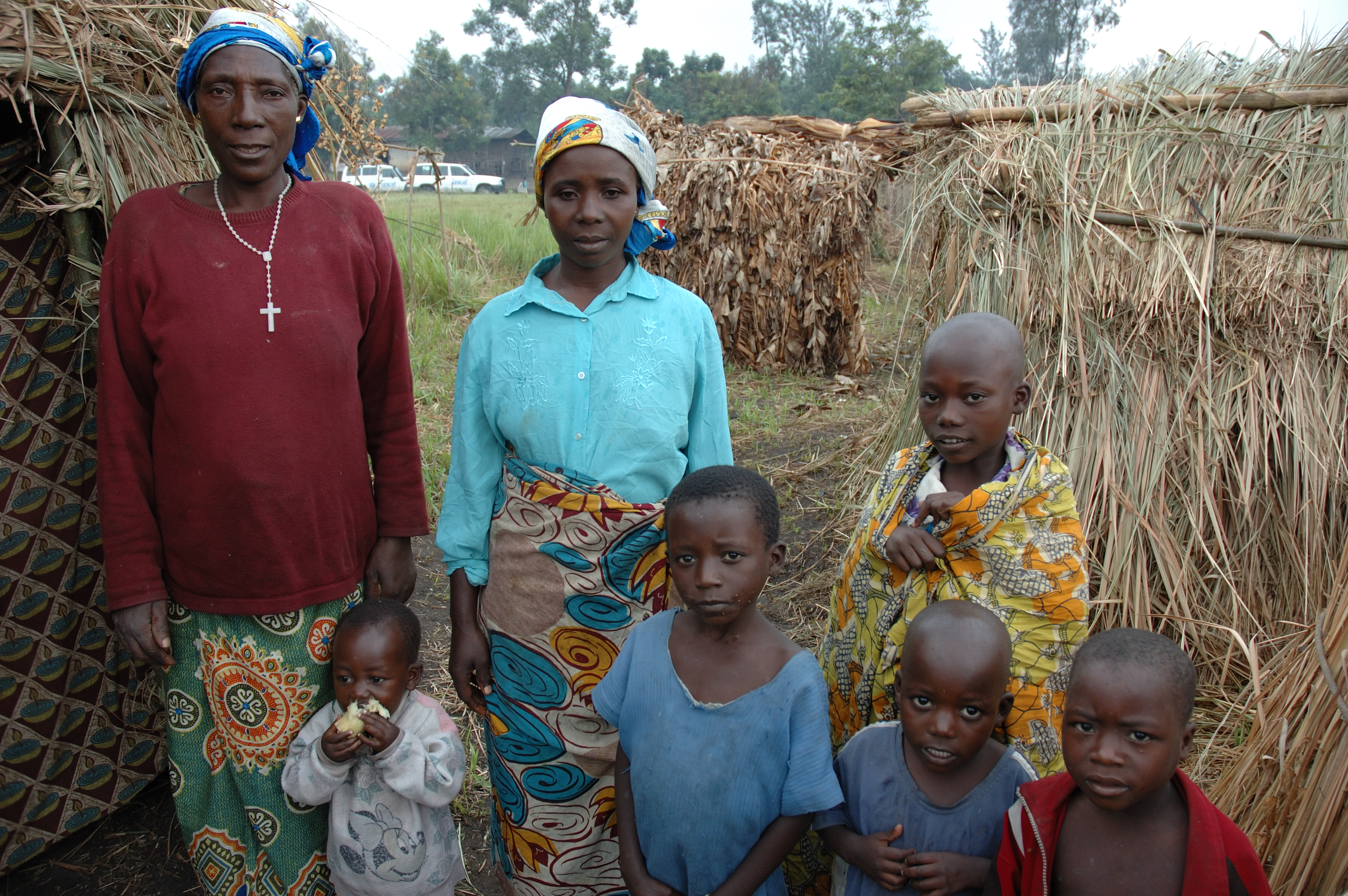
Familia miembro de un grupo étnico

Más de 200 grupos étnicos pueblan la República Democrática del Congo, de los cuales la inmensa mayoría son bantúes. Juntos, los pueblos mongo, luba y congo (bantú) y mangbetu-azande constituyen alrededor del 45 % de la población. Hay una pequeña minoría blanca, radicada casi en su totalidad en la capital, que continúa residiendo en el país.
En 2009, las Naciones Unidas estimaban la población del país en 66 millones de personas, un rápido incremento en la población del país de un 39,1 millones en 1992 a pesar de la guerra en curso. Han identificado y nombrado a 250 grupos étnicos. Los más numerosos son los kongo, los luba y los mongo. Unos 600.000 pigmeos son los aborígenes de la RD del Congo. Aunque varios cientos de idiomas locales y dialectos se hablan una variedad lingüística que es puenteada por el uso extenso del francés y las lenguas intermediarias nacionales lingala, kikongo ya leta, tshiluba y suajili.

### Lenguas
Se estima que hay 242 lenguas habladas en la R.D. del Congo. De todas ellas, solo cuatro poseen el estatus de lengua nacional: el Kikongo ya leta (también conocido como Kituba, un criollo de la lengua Kikongo), el lingala, el chiluba y el suajli.
El lingala fue establecido como lengua oficial del ejército bajo la dictadura de Mobutu pero, desde que el ejército se rebeló, también se usa el suajili en el este.
El francés, legado del pasado colonial belga, es la lengua oficial del país de acuerdo a lo que establece la Constitución. Por el número total de habitantes, la R.D. del Congo es el país francófono más poblado del mundo y el segundo país con el mayor número de hablantes del francés, esto a pesar de que en la R. D. del Congo solamente el 51 % (49 millones de habitantes) habla verdaderamente la lengua de Molière. El francés se utiliza como lengua franca preferencial, al considerarse como idioma étnicamente neutral entre los grupos étnicos congoleños.
Durante el periodo colonial belga, las cuatro lenguas nacionales fueron enseñadas en las escuelas primarias, lo que hizo al país uno de los pocos en poseer literatura en su lengua local durante la ocupación europea en África.

### Religión
El cristianismo es la religión mayoritaria en la República Democrática del Congo, seguida por cerca del 80 % de la población. La República Democrática del Congo es la única nación africana que aparece entre los 10 países con más católicos del mundo. Se estima que tiene 31.210.000 de católicos, los cuales representan el 47,3 % de la población total del país y el 2,9 % del total mundial. Los protestantes alcanzan el 20 % y los kimbanguistas el 10 %. El kimbanguismo fue visto como una amenaza para el régimen colonial y fue prohibido por los belgas. El kimbanguismo, oficialmente «la iglesia de Cristo en la Tierra por el profeta Simón Kimbangu», ahora tiene alrededor de tres millones de miembros, principalmente entre el bakongo de Bajo Congo y Kinsasa.

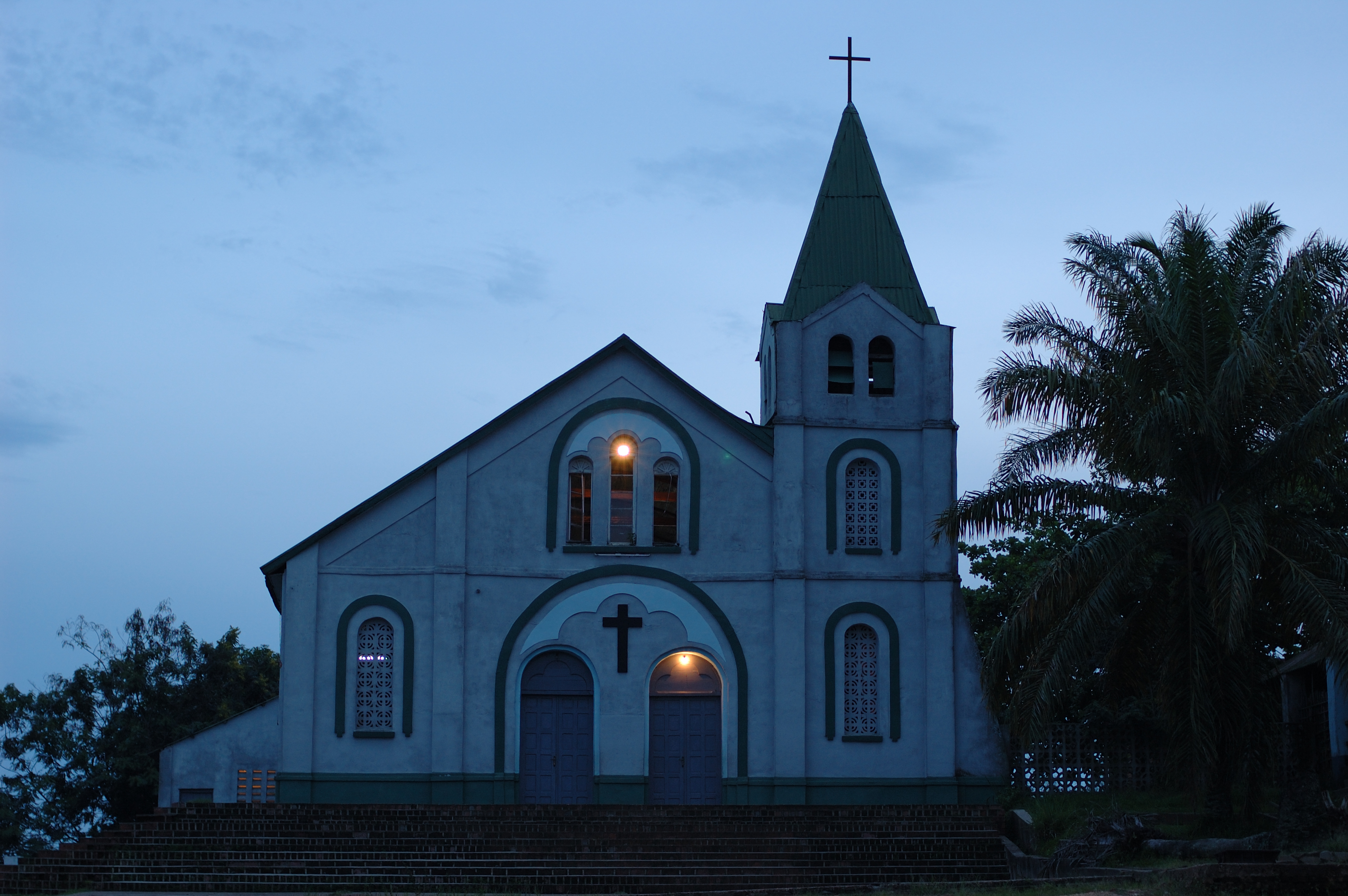
Iglesia en Kindu, RDC.

62 de las denominaciones protestantes en el país están federadas en el marco de la Iglesia de Cristo en el Congo o CCC. A menudo esta es referida como «La Iglesia Protestante», y abarca a más del 20 % de la población. La mayor concentración de cristianos seguidores de William Branham está en la República Democrática del Congo, donde sus seguidores estiman que hay hasta 2.000.000 seguidores (abril de 2009).

### Educación

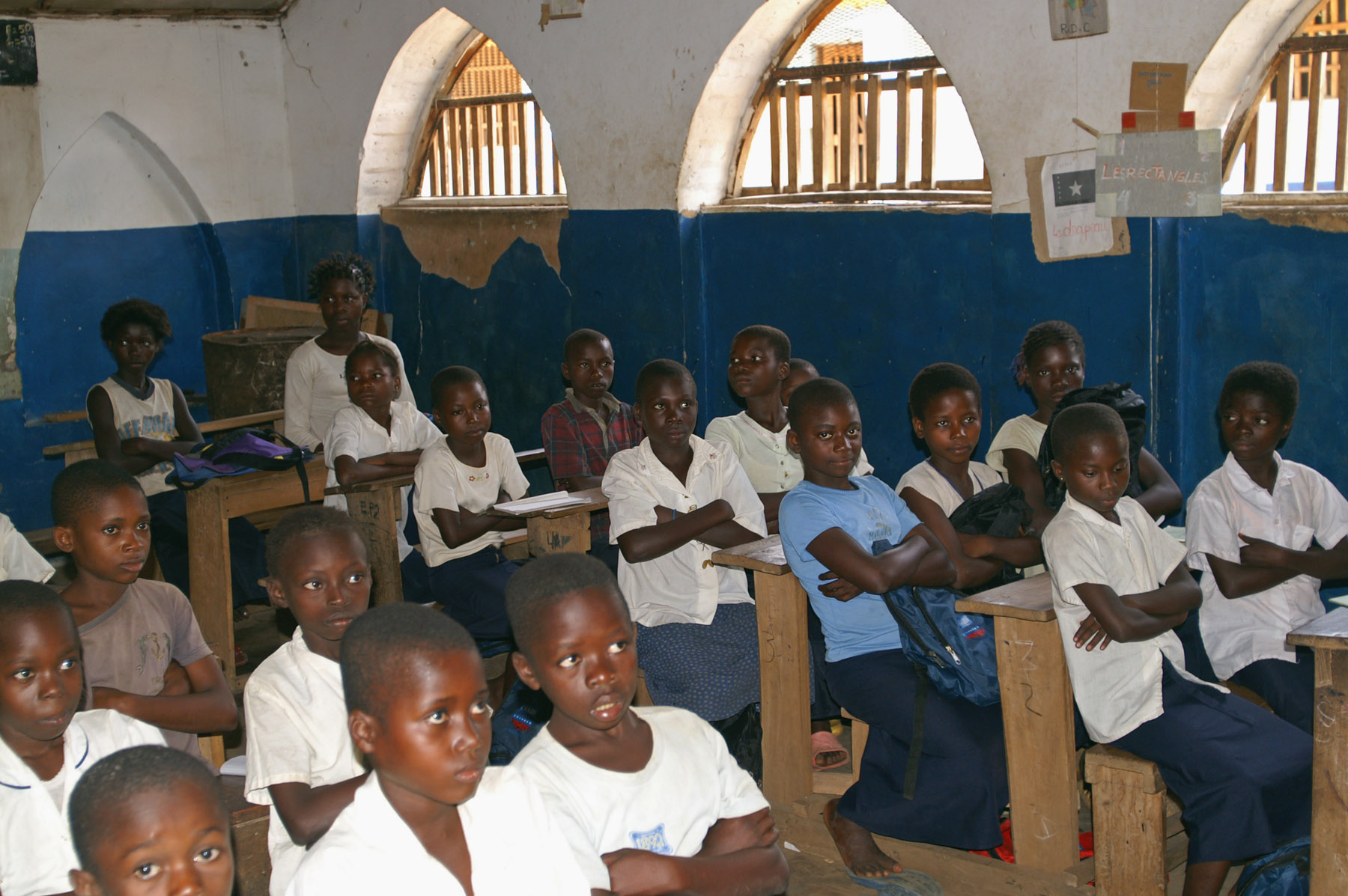
Una clase en la República Democrática del Congo.

El sistema de educación en la República Democrática del Congo se rige por tres ministerios: el Ministère de l'Enseignement primaire, secondaire et Professionnel (MEPSP), el Ministère de l'Enseignement Supérieur et Universitaire (mesu) y el Ministerio de Asuntos Sociales (MAS). El sistema educativo en la República Democrática del Congo es similar al de Bélgica. En 2002, había más de 19.000 escuelas primarias al servicio de 160.000 alumnos, y 8000 escuelas secundarias al servicio de 110.000 alumnos.
Sin embargo, la educación primaria en la República Democrática del Congo no es ni obligatoria, ni gratuita, ni universal, y muchos niños no asisten a la escuela porque sus padres no pueden pagar los honorarios de la inscripción. De manera habitual se espera que los padres abonen los salarios de los maestros. En 1998, el año más reciente del que se dispone de datos, la tasa bruta de matriculación primaria fue del 50 %. Los coeficientes brutos de matriculación se basan en el número de alumnos matriculados oficialmente en la escuela primaria y, por tanto, no reflejan necesariamente la asistencia a la escuela real. En 2000, el 65 por ciento de niños de edades entre 10 a 14 años asistían a la escuela. Como resultado de los 6 años de guerra civil, más de 5,2 millones de niños en el país no reciben la educación.

## Economía

Evolución del PIB por habitante en la República Democrática del Congo y en África.

Evolución del PIB per cápita del Congo

La economía de la República Democrática del Congo, una nación provista de grandes recursos naturales, ha decaído drásticamente desde la mitad de la década de 1980. Los dos conflictos recientes (la Primera y la segunda guerra del Congo), que comenzaron en 1996, han reducido la producción del país y sus ingresos estatales, incrementando su deuda externa, y han supuesto la muerte por la guerra, la hambruna y enfermedades, de 3,8 millones de personas. Durante los últimos años, la República Democrática del Congo tuvo un PIB per cápita de 1063$.Pero, en el último informe de la ONU en su Informe sobre Desarrollo Humano publicado el 15 de diciembre del 2020, tuvo un IDH de 0.480 estando en al posición 175 a nivel mundial.
La incertidumbre causada por el creciente conflicto, la ausencia de infraestructuras y la dificultad para operar en un ambiente hostil, han reducido las operaciones de comercio exterior. La guerra también ha intensificado el impacto de problemas básicos tales como el inestable marco legal, la corrupción, la inflación y la ausencia de apertura en el gobierno en la política económica y operaciones financieras. Las condiciones han mejorado a partir de 2002 con el repliegue de las fuerzas invasoras. Un elevado número de misiones del FMI y del Banco Mundial se han reunido con el gobierno para ayudar a desarrollar un plan económico coherente y el presidente Joseph Kabila ha comenzado a implementar reformas. Mucha de la actividad económica recae en actividades que quedan fuera de los datos del PNB oficial.

### Minería y recursos naturales

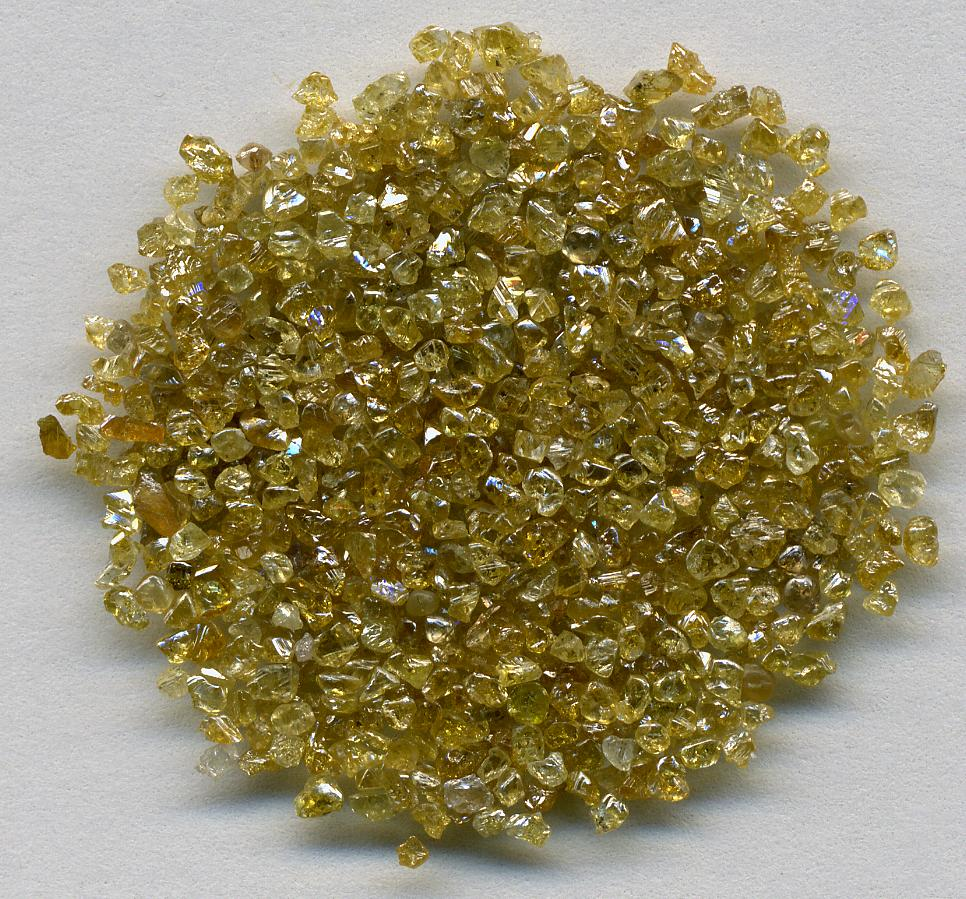
Diamantes en bruto extraídos en la República Democrática del Congo. Los cristales tienen un tamaño de entre 1 y 1,5 milímetros de longitud mayor

Como se ha señalado anteriormente, la República Democrática del Congo es un país con vastas reservas de minerales y recursos naturales en general. El país es la duodécima economía de África y uno de sus pilares es la minería. El Congo es el mayor productor mundial de cobalto mineral y uno de los mayores productores de cobre y diamantes, este último proviene sobre todo de la provincia occidental de Kasai. Las mayores minas del Congo se concentran, con diferencia, en Katanga (antigua Shaba), una provincia del sur. Las altamente mecanizadas técnicas hacen que la capacidad de extracción de cobre y cobalto sea de varios millones de toneladas anuales; además cuenta con refinerías capaces de procesar estos metales. En volumen de quilates producidos, la República D. del Congo es el segundo mayor productor mundial de diamantes, aunque la mayor parte de las extracciones se realizan de manera artesanal y a pequeña escala. También posee reservas significativas de minerales estratégicos, como oro y coltán. Se estima que hasta una quinta parte de los trabajadores del país están empleados en el sector minero, aunque muchos de ellos, destacando los dedicados a la explotación de recursos «conflictivos» como el coltán, trabajan en situaciones prácticamente de semi-esclavitud.
En el momento de su independencia, en 1960, era el segundo país más industrializado de África, tras Sudáfrica y contaba con un próspero sector minero. Sin embargo, la proliferación de actividades económicas a muy pequeña escala, hacen que una gran parte de la producción minera se desarrolle en el llamado «sector informal» y por lo tanto no queda reflejado en los datos del PIB. Se estima que alrededor de un tercio de los diamantes extraídos son de contrabando, por lo que es muy difícil cuantificar la producción real. En el año 2002 se descubrieron en el este del país yacimientos de estaño, pero estos apenas están siendo explotados. Un caso más extremo que el contrabando de diamantes, es la explotación ilegal y venta clandestina generalizada de los llamados «minerales de conflicto o de sangre», como el coltán (mineral de tantalio) o la casiterita (mineral de estaño), cuyo control y explotación ha provocado guerras y conflictos entre el Congo y países fronterizos, multinacionales occidentales y grupos armados, con un saldo de millones de muertos en las últimas décadas, sobre todo en la zona oriental del país. Se estima que grupos rebeldes, empresas y sobre todo países fronterizos como Ruanda o Uganda roban al país considerables cantidades de mineral desde las guerras del Congo.
Debido a las condiciones negativas, la incertidumbre sobre el desarrollo de los conflictos o la falta de infraestructura, numerosas empresas extranjeras han reducido sus operaciones e inversiones en el país. A esto hay que sumar la falta de marcos jurídicos sólidos, la corrupción que impera en todo el Estado y la inflación. La República Democrática del Congo se ha descrito como un país que cumple la paradoja de la abundancia, también llamada maldición de los recursos, que viene a significar lo aparentemente extraño que es que un país con tanta riqueza y potencial económico posea tan bajos niveles de desarrollo —en 2013 era el segundo país con menor renta per cápita (según la ONU y la CIA) y desarrollo humano (IDH) del mundo.

### El problema del acceso al mar
El acceso al mar ha sido siempre un asunto problemático de primer orden para la economía del país. La primera crisis al respecto fue resuelta en la Conferencia de Berlín de 1885, con la concesión al entonces Estado Libre del Congo de acceso al mar por un corredor (que actualmente es la provincia de Bajo Congo), que comprende 40 km de costa hacia el norte desde el eje del río Congo. En el tramo navegable del río Congo inmediato a su desembocadura se establecieron varios pequeños puertos, siendo el más importante el de Matadi, comunicado por carretera y ferrocarril con Kinsasa. Pero estos puertos devinieron insuficientes debido a sus limitaciones de calado, y esta insuficiencia supuso, de hecho, un desvío del flujo comercial hacia puertos cercanos con mayores prestaciones, como el de Pointe-Noire, en la vecina República del Congo. Incluso Angola deseaba aprovechar esta circunstancia construyendo un puerto en el enclave de Cabinda. Una situación que no convenía a la RDC, y que fue la razón por la que últimamente se planteó ampliar el actual pequeño puerto costero de Banana y convertirlo en un puerto de aguas profundas. En marzo de 2018 la empresa saudita DP World firmó con el gobierno de la RDC una concesión por treinta años para la creación del nuevo puerto.

## Infraestructura

### Transporte

Mapa de las vías férreas de la República Democrática del Congo

El transporte terrestre en la República Democrática del Congo ha sido siempre difícil. El terreno y el clima de la cuenca del río Congo son en la actualidad grandes obstáculos para la construcción de carreteras y ferrocarriles, y las distancias son enormes en este vasto país. Además, la crónica mala gestión económica y los conflictos internos han provocado una grave falta de inversión durante muchos años.
Por otra parte, la República Democrática del Congo tiene miles de kilómetros de vías navegables, y el transporte por el agua ha sido tradicionalmente el principal medio de desplazarse para aproximadamente dos tercios de la población del país.
Todas las compañías aéreas certificadas por la República Democrática del Congo tienen prohibido la entrada a aeropuertos de la Unión Europea por la Comisión Europea debido a la insuficiencia de sus normas de seguridad.

### Energía
En la República Democrática del Congo, hay recursos de carbón y de petróleo crudo que se utilizaron principalmente a nivel nacional en 2008. La República Democrática del Congo cuenta con infraestructura hidroeléctrica en el Río Congo en las presas de Inga. La República Democrática del Congo también posee 50 % de los bosques de África y un sistema que podría proporcionar energía es el sistema hidráulico, según un informe de la ONU sobre la importancia estratégica del país y su papel potencial como una potencia económica de África central.
La generación y distribución de energía eléctrica es controlado por la Société nationale d'électricité (SNEL).

## Cultura

Principales lenguas bantúes en el Congo.

La República Democrática del Congo posee una enorme diversidad cultural, reflejo de los cientos de etnias y de las distintas formas de vivir en el país, desde la desembocadura del río Congo en la costa, pasando por la selva y la sabana en el centro, a las muy densamente pobladas montañas al este. Desde el siglo XIX, las formas de vida tradicional han sufrido cambios a causa del colonialismo, la lucha por la independencia, la dictadura de Mobutu y más recientemente la primera y segunda guerra del Congo. A pesar de los conflictos, los usos y costumbres de la cultura del Congo han logrado mantener su identidad. Los sesenta millones de habitantes viven prácticamente en un entorno rural. El 30 % de los que viven en las áreas urbanas se han abierto más a la influencia occidental.

### Gastronomía
Los principales ingredientes de la cocina congoleña son: pescado, carne, batatas, frijoles, tomates, arroz, fufú, maíz, sorgo, plátanos y mandioca, casi siempre acompañados de salsas típicas de cada región. Aparte de la fruta pelada, no se come cruda, ya que es propensa a los parásitos. Las hojas de mandioca (pondu) se comen solas, como guarnición o se utilizan para cocinar.
El plato más común es el muambe, un pollo hecho con hojas de mandioca trituradas (a veces con cacahuetes) y aceite de palma, acompañado de arroz o plátanos (makemba).

### Festividades

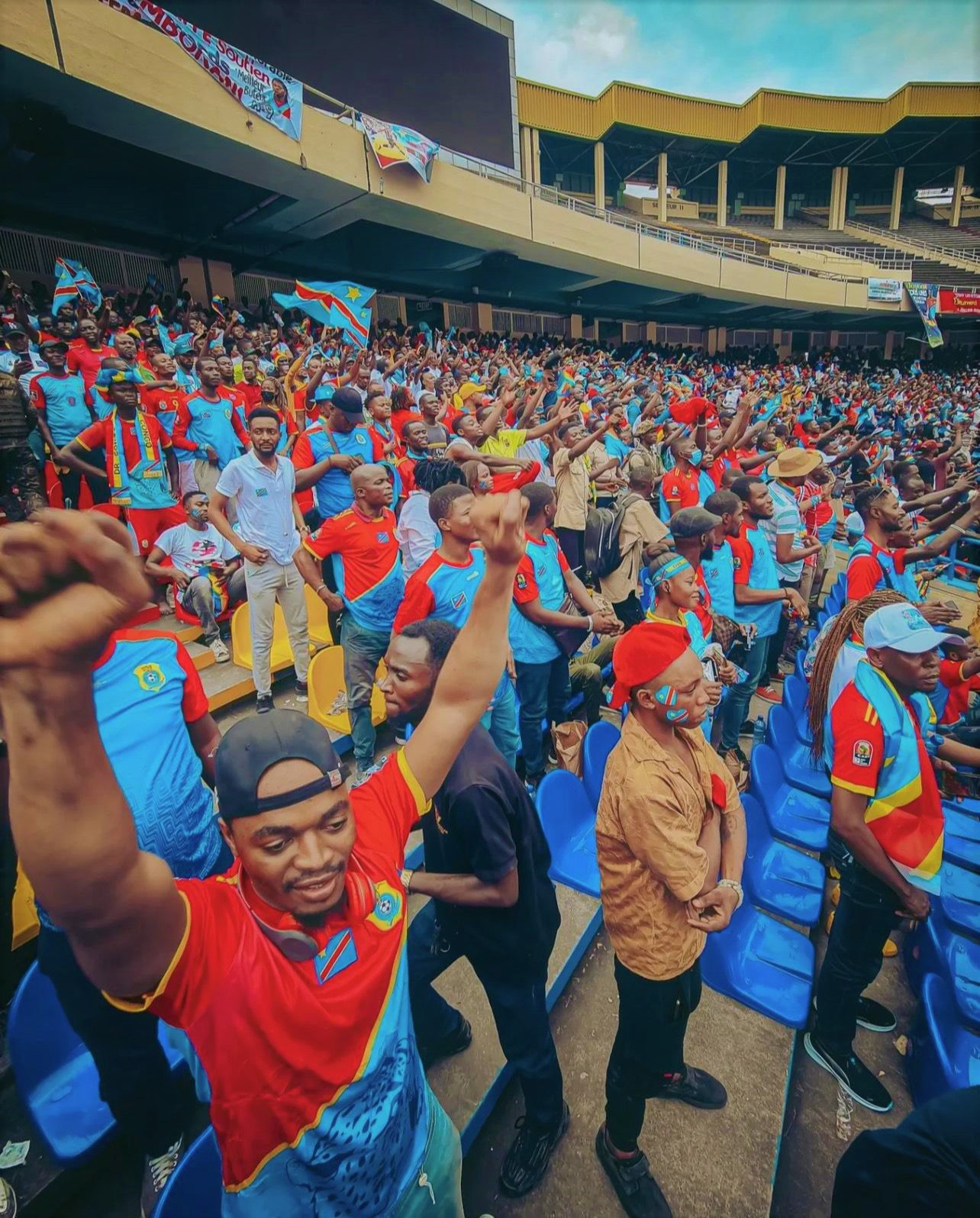
Aficionados de la RD del Congo celebran y cantan por su selección nacional durante el partido de clasificación para el Mundial 2026 en el Stade des Martyrs.

| Fecha            | Fiesta                                                | Nombre local (en francés)               |
| ---------------- | ----------------------------------------------------- | --------------------------------------- |
| 4 de enero       | Día de los mártires de la Independencia               | Journée des martyrs de l'indépendance   |
| 16 y 17 de enero | Día de los Héroes de la Nación                        | Journée des héros de la nation          |
| 16 de febrero    | Día de los mártires de la democracia                  | Journée des martyrs de la démocratie    |
| 1 de mayo        | Día internacional del Trabajo                         | Journée internationale des travailleurs |
| 17 de mayo       | Aniversario de la liberación del pueblo de la tiranía |                                         |
| 30 de junio      | Aniversario de la Independencia                       | Anniversaire de l'indépendance          |

## Deporte
En el Congo se practican diversos deportes que cuentan con sus respectivas selecciones a nivel internacional. La selección de fútbol participó en la Copa del Mundo de 1974 cuando el país aún se denominaba Zaire. Además, la selección ha ganado en dos ocasiones la Copa Africana de Naciones, en 1968 y en 1974, ante Ghana y Zambia, respectivamente, y en 2009 conquistó la primera edición del Campeonato Africano de Naciones. Hay que destacar que muchos jugadores de origen congoleños defienden o han defendido los colores de selecciones de otros países, principalmente Francia y Bélgica. La principal competición futbolística es la Linafoot y los equipos con más victorias son el TP Mazembe Motema Pembe y el Vita Club.
De la República Democrática del Congo han salido también destacados jugadores de baloncesto, siendo Dikembe Mutombo el más destacado.
En cuanto a otros deportes, la República Democrática del Congo participa en los Juegos Olímpicos de Verano, desde 1968, aunque nunca ha participado en los Juegos Olímpicos de Invierno. Ningún atleta congoleño ha conseguido medalla en unas Olimpiadas hasta el momento.
 Selección de fútbol de la República Democrática del Congo 